# 三石琴乃
三石 琴乃（みついし ことの、1967年12月8日 - ）は、日本の声優、ナレーター、女優。埼玉県戸田市出生、東京都出身。フリー。

## 略歴
声優養成所は勝田声優学院を経て、日本ナレーション演技研究所に入所。所属事務所はアーツビジョンを経て、現在はフリー。

### 生い立ち
出生地は埼玉県戸田市。25歳まで千葉県流山市で過ごす。1986年、千葉県立柏南高等学校卒業後、勝田声優学院に入学。同期に森川智之、高木渉がいる。幼稚園の時の教諭が素敵な人物であったため、保育士を志していたが、少子化の影響か就職難で資格を取っても働けそうになかったため断念。その中で将来について考え直したところ、自分がよくラジオドラマを聞いていたことや、小学5年生から放送委員会に入って「マイクで喋ること」に親しんでいたこと から、声優という職業に興味を持つ。本格的なきっかけとなったのは、高校3年生の夏休みに参加した声優養成所主催のサマースクールが楽しいと思えたからと話している。学生時代は引っ込み思案だったため、当時を知る者の中には後に声優となった三石を不思議に思う者もいた。サンシャイン60のエレベーターガールやスポーツクラブの受付などのアルバイトをしながら勉強を続け、その後就職して東京都庁にも出向し、環境保全局大気監視課で大気汚染調査の無線連絡係などを務めていた。養成所入所当時は、「演技」の「え」の字も無知で、学ぶ気持ちはあったが、どこで何を吸収すれば良いのか分からなかった。演劇を見にいくお金も無く、2022年時点でも「演技って何だろう？」と思いながら日々を過ごしているという。
「上達したい」という欲求の答えは、舞台活動の中に沢山あると直感的に気づかせてくれた。そんな芝居を学ぶ道を示してくれた、最初の恩人が2年目のカリキュラムで講師を務めていた水鳥鐵夫だったという。
卒業制作で同期らと上演した芝居の発表会で、当時は役者志望だったが、演出助手を任される。仕事をしていくうちに、芝居を全体を俯瞰視して作っていく考え方を初めて構築することが出来て、「役者はこの役をこういう風に演じたいようだけれども、演出家の演出意図はこうなんです」を伝えていくうちに、演出家が舞台全体を見てダメ出しをしていることに気付いて、役者としての三石の勉強になり、役ごとの役割を意識出来るようになった。
それまでは漠然と「もっとお芝居が上手くなりたい」という気持ちがあったが、経験をきっかけに「もっと舞台をやりたい」と思うようになった。それで水鳥に、「この公演のあとも舞台のお芝居をやっていきたい、水鳥さんと一緒に劇団を作って、自分たちの芝居を向上させたい」と伝えていたが、「何言ってんだ」と一蹴されてしまった。最初から「まず、自分たちだけでどれくらい出来るのかやってみろ」と手を貸してくれることはなかったが、そういうことを表向きは言いながらも、水鳥は優しいため、アドバイスはしてくれたという。

### キャリア
1989年に北海道電力泊発電所安全PRビデオのレポーターでプロデビュー。声優としては、『エースをねらえ! ファイナルステージ』の友代役でデビュー。翌1990年に、おもちゃショーのセガのブースでナレーターコンパニオンとして参加。試演会で小さな芝居をして、水鳥に観てくれていたところ、演出家として関わってくれることになったため、同声優学院卒業後には高木ら同期と劇団あかぺら倶楽部を結成し、舞台活動を始める。
1991年には『ジャンケンマン』でのレギュラーを経験し、『新世紀GPXサイバーフォーミュラ』のヒロイン、菅生あすか役を担当。1992年は大ヒットした『美少女戦士セーラームーン』で主人公の月野うさぎ（セーラームーン）の声を演じ、人気と知名度を急上昇させた。『セーラームーン』の第1期シリーズ終了後、東京都内で一人暮らしを開始。
1995年には、『新世紀エヴァンゲリオン』の葛城ミサトの声を担当。この作品以後、大人の女性の声を演じる機会が増える。同年には、初のエッセイ『月 星 太陽』を出版。
1999年12月8日頃、結婚。それを機に所属していた劇団あかぺら倶楽部を退団。2002年に出産。
2005年4月以降は、声優を総入れ替えして放送開始したテレビ朝日版の『ドラえもん』で、のび太のママこと野比玉子の声を担当。
その後アーツビジョンを退所し、フリーで活動。当時、子供は幼稚園に通っていた。幼稚園は保護者が行事のために集まり準備をするなど、発表会の衣装を作るといった予定が、突然「今月はこの日に集まりましょう」と決まるが、その穂は、すでに仕事が入っており、重なることが増えていた。子供には肩身の狭い思いをしてほしくなく、他の母親と同じように役に立ちたかったという。その時にできるだけ参加しようと事務所にスケジュールの調整はお願いしていた。そのたびに「本当にすみません。NG（お休み）入れられますか？なんとかなりますか？」と頭を下げてお願いしていた。あとは、事務所に対して、希望するマネジメントと事務所ができるマネジメントの差が大きくなってしまったのもあった。当時は『美少女戦士セーラームーン』、『新世紀エヴァンゲリオン』に出演した後で、直に自分の名前で仕事をくれるという状況になっていたというのもあり、年齢もキリの良いところでフリーになったという。

### 現在まで
2014年、第8回声優アワード「高橋和枝賞」を受賞。
2017年1月9日、テレビ朝日にて放映された『人気声優200人が本気で選んだ!声優総選挙!3時間SP』で第15位に選ばれた。
2021年には『リコカツ』（TBSテレビ）で初の連続テレビドラマレギュラー出演を果たし、主人公の母親役を演じる。実写ドラマへのキャスティングは堤幸彦からのアイデアである。
同年12月9日、第8回Yahoo!検索大賞声優部門で1位を獲得。
同年12月31日、『第72回NHK紅白歌合戦』の「カラフル特別企画 〜明日への勇気をくれる歌〜」の中で、『新世紀エヴァンゲリオン』の葛城ミサトとして、前半戦の締めくくりと後半戦の幕開けの紅白特別仕様の台詞を入れる演出がなされた。
2023年、第10回Yahoo!検索大賞声優部門で5位を獲得。

## 人物・特色
役柄としては、明るく元気な少女役からキュートな娘役まで演じる。
かつて講師として指導した野沢雅子は当時の三石を「見た目は大人しそうで可愛らしいけれど、バイクに乗ったりと意外と行動的で、とにかくガッツがあった」と語っていた。
三石の私生活の趣味は、うさぎ同様に「食う・寝る・遊ぶ」の三拍子と言われる。一方では演劇・映画鑑賞としている。
かつて、自分が乗っていたヤマハ・FZ250フェーザーに「フェザ子」という名前を付けていたことがある。所有していたのは2型のYSP仕様。
文化放送取締役の片寄好之は三石のことについて個人的な思いと前置きした上で「一番記憶に残っているのが三石さんの番組なんです。色んなことに対応できますよね」と、1990年代に爆発的に増加した声優ラジオで三石が活躍していたことを語っている。

### 仕事に対する姿勢
若手時代に意識の高い人に囲まれながら厳しく育てられたことに関しては貴重な体験だと思っている。2017年のインタビューではその経験を踏まえて「今の人が損してるのは、できてないのにできてる顔をしてることだと思うのね。どの世界でもそうだけど、そんな人には、誰も手を差し伸べてくれないでしょ」と私見を述べている。
新人声優について2010年に自身のブログで「TPOが変わっても距離感が同じ。キャラが大きい芝居をしてても腹から声が出ない。スタジオ慣れしている」と苦言を呈したところ、ネットで話題になった。後輩を見て思うことは「学ぶ場が少なすぎて、知らないことが多すぎて、なのにメインをやらなきゃいけない境遇があって、大変そうです」と語っている。また、一部のアニメで新人を無尽蔵に起用しながら1クールで終了する声優業界の現状について「矢面に立つのは演者なので、守ってあげればいいのに、ちゃんとお芝居を学ばせておげればいいのに」と述べている。
アフレコ現場では新人声優に対してタイミングがあれば台詞の解釈について「こういう風に聞こえたけど、こうなんじゃないかな？」とアドバイスを送っている。

## エピソード

### 『美少女戦士セーラームーン』関連
『セーラームーン』のメインキャラクターの水野亜美（セーラーマーキュリー）役で共演した久川綾は、『セーラームーン』の最初のオーディションでは主人公の月野うさぎ役で受けており、アフレコスタジオ入りした際、三石の演技を見て「自分には絶対に真似できない」と感嘆したと評価している。
『セーラームーン』で一躍ブレイクした三石だったが、初代の終盤となる第44 - 46話、次作『美少女戦士セーラームーンR』の第1 - 4話となる第47 - 50話までの収録期間、病気療養（1か月間入院 し、その後3か月間自宅療養）のため、この間は荒木香衣が代役で演じている（その後、荒木はちびうさ役に起用された）。当初は虫垂炎（盲腸炎）と報道されたが、卵巣嚢腫に加え腹膜炎を併発したことにより命に関わるほどの危険な状態だったと本人が公式ブログやインタビューで語っている。当時の社長の松田咲實が自著『声優白書』で「売れっ子になった三石に仕事を取らせ過ぎたことが一因で申し訳ない出来事だった」と語っている。
エッセイ『月 星 太陽』（角川書店、1995年4月刊）のなかでは、『セーラームーン』の第44 - 46話を入院により降板した際のエピソードが自身のプライベートとともに赤裸々に綴られている。三石は同話に出演できなかったことを心残りとしており、のちに『アニメイトカセットコレクション』3巻に、三石琴乃版『セーラームーン』最終回を収録している。また、本編放送から27年後の2020年12月5日に放送された『発表!全美少女戦士セーラームーンアニメ大投票』（NHK BSプレミアム）では、第46話の最終シーン を三石自身が生アフレコで披露している。生アフレコの披露後、三石は同番組で「当時、あの現場でお芝居してくれた香衣ちゃんには敵わないなという印象もあります」と、代役でうさぎを演じた荒木を絶賛するメッセージを送っている。
『セーラームーン』の大ファンだというタレントの中川翔子の誕生日に、自らの声（月野うさぎ）を吹き込んだ目覚まし時計をプレゼントしたことがある。その後2012年10月にも中川との対談が実現し、この時は中川から三石へ「セーラームーンと葛城ミサトのイラスト」、三石から中川へ「サイン入りセーラームーンセル画」をそれぞれプレゼントした。また、前述の番組で三石による第46話最終シーンの生アフレコを行うことが番組司会の杉浦友紀アナウンサーから告げられると、中川は驚きの表情を見せ、三石の生アフレコを聴き終えた後は「永久保存です！歴史が動いた！」と感極まって号泣していた。
2014年7月から『セーラームーン』作品の新作アニメ版『美少女戦士セーラームーンCrystal』で、再び主人公の月野うさぎ（セーラームーン）役を担当。メインキャストの中で、三石が旧シリーズから唯一の続投となった。三石はスタッフから「『セーラームーン』の遺伝子として、作品にいていただきたいです」と言われてオファーを受けたことを明かしている。『Crystal』がスタートするときに旧アニメ版のキャストの涙を見ており、「今の子どもたちにも『セーラームーン』で夢を与えてね」とメッセージをもらっている。

### 他作品関連
『新世紀GPXサイバーフォーミュラ』に関連するイベントで1曲歌うことになった際、金欠により衣装は友人からフォーマルワンピースを借りた。元々はサウンドトラックに入るキャラクターのイメージソングを声優に歌ってもらえばいいのではないかという軽い気持ちでメインキャストが歌唱したのだが、CDがオリコンチャートに入ったため業界が騒然とした。『ラブライブ!』が流行した時には、自分達もステージに立って歌や踊りを披露して同じようなことをしたものだと思ったと語っている。
『新世紀エヴァンゲリオン』で葛城ミサトの声を担当した際には、庵野秀明が当時の三石が持つ「暗さ」を評価している。ミサトは当時の自分よりも2つ年上の役でっあたため、「微妙な距離感だな」と思った。それまで少女役が多く、あまり挑戦したことないがない役でしたため、とてもうれしかった。しかし、背伸びして「お姉さんらしく」、「イイ女らしく」というふうに作っていた。自分でもしっくりこないのもわかりつつ、「どうしよう」と悩みながら1話をこなしていた。作品世界が独特だったため、その世界に翻弄されている自分もおり、迷いながら演じていた。当時、共演者やスタッフも勘のいい人物が多く、プロデューサーに「琴ちゃんだけ出遅れているね」と言われた。それを聞いて「うわぁ、やっぱりな」とその後は「今度は、あまり作らないでいこう、自分のままでしゃべれば良いんだ」と思い直していた。「大丈夫かな」と心配であったが、そのほうがしっくりくるようになったという。
『エクセル・サーガ』のエクセルは本人が気に入った役であり、膨大な台詞量を絵に合わせて入れ込めたのはその後の自信になったと後に語っている。

### その他
『声優グランプリ』などの声優雑誌ができた頃にグラビア撮影を受けることがあったが、本人は新人だったため事務所が受けた仕事を断ることなどできず、とりあえず飛び込んでこなしていく感じだった。若手時代で苦労したこととして、OVAの販促用無料イベントで各都市を回って客の前でトークを行うことを2017年のムックで挙げている。
人生初のレコーディングは本人にとってはトラウマ。最初は駄目出しの連続だったが、次第に駄目出しもなくなりただひたすらやり直しを命じられた。1990年代当時はPro Tools等は存在しなかったため、ひたすら歌い直しを行うしかなった。
スタジオ内でワイワイ盛り上がるのは、声優業界では三石たちの世代からのことである。それまでスタジオ内では作品作りに集中するのが流儀であったがその、仕事の流儀を変えた人物の1人が三石である。2017年に受けたインタビューでは『セーラームーン』の収録現場でイベントの話題で盛り上がったところ、妖魔役の先輩声優が「何だこのスタジオ、気分悪い」と言っているのを聞いてしまい、失敗してしまったエピソードを明かしている。上の世代の声優からは自分たちの世代が「声優業界をブチ壊した」という見方もされてしまったことも同時に明かしている。
まだ日本に携帯電話が普及していなかった時代のある日、公衆電話で事務所とスケジュールの確認をしていたところ、順番待ちしていた一般人に「三石さんですか!?」と気付かれたことがある。
新人時代にはファンのストーカー行為に悩まされたり、事務所に穏当でない内容の手紙が来たりした。新人には個人マネージャーが付かなかったため事務所のマネージメントを期待することができず、仕事以外では自分の身は自分で守らなければならなかった。同じ事務所の先輩には「気持ちは"フリー"でいるとちょうどいいよ」と、その頃にアドバイスを受けている。先輩の助言を受けて以降、制作会社に直接台本を取りに行って顔を覚えてもらったり、ディレクターに頼んでダビングを見学させてもらったり、事務所のものとは別のボイスサンプルテープを作ったりと、仕事のきっかけを作るために行った自己マネジメントのおかげで三石は声優として大成するに至った。
エッセイ『月 星 太陽』は自筆。本人によると、声優にゴーストライターを雇う金などなかったため自筆にせざるを得なかったとのこと。

### 交友関係
1990年代では、久川綾がライバルだった。久川独特の声の響きは自分が持っていないもので、羨ましいというかジェラシーもあったという。一方で「綾ちゃんのしっとりした声が亜美ちゃんにピッタリで、『セーラームーン』の人気が出たのは亜美ちゃんのおかげもあると思っていたんです」とも述べている。これに対し久川は「そんなことないですよ。私はやっぱり三石琴乃あっての『セーラームーン』だと思います」と述べており、1歳年上で感覚的に一番近くて「こうしたいよね」という意見がよく一致していたという。三石の人柄について、「とにかく頑張り屋さん。一生懸命すぎて倒れちゃわないか心配だったくらいに」と評している。
勝田声優学院時代の同期の高木渉とは『機動新世紀ガンダムX』、『ドラえもん』などで共演している。『リコカツ』に出演する前に高木に「何をどうすればいいか全然わからない」と話していたところ、「とにかくセリフは全部（頭に）入れて行った方がいい」と言われた。他にはドライ・リハーサルをしてから本番に入り、前室があってスタンバイするなど、基礎的な流れも教わった。高木から聞いて一番安心したのは、役者はシャイな人物も多いことであった。事前に「口数が少なくても、俳優同士で仲が悪いとか、こちらに対して嫌な感情を抱いているわけではないから、気にすることはないよ」と聞けたのが助かったという。『光る君へ』の時姫役で初めて大河ドラマに出演したが、同期の高木も『真田丸』の小山田茂誠役に出演して開拓して、色々な声優も起用され、「夢ではない世界なんだ」と思ったといい、『光る君へ』で時姫役が決まった時も、高木に連絡していたという。

## 出演
太字はメインキャラクター。

### テレビアニメ
1989年
- それいけ!アンパンマン（1989年 - 2024年、切手ライオン、マロンくん、ヌマッチ、バイオリンくん〈初代〉、カギの子キーちゃん、ふきのとうくん）

1990年
- RPG伝説ヘポイ（1990年 - 1991年、街の女A、女、娘）
- NG騎士ラムネ&40（女1）
- キャッ党忍伝てやんでえ（ギャル、おコト、フランソワーズ、バクハツ4号、カンペキ88号）
- 魔神英雄伝ワタル2（クレメンタイン）
- ミラクルジャイアンツ童夢くん スペシャル めざせV2!うなれ友情の新魔球!!（女の子）
- 桃太郎伝説 PEACHBOY LEGEND（チヤガール）
- 私のあしながおじさん（看護婦、貴婦人、客）

1991年
- カラス天狗カブト（侍女）
- 緊急発進セイバーキッズ
- ゲンジ通信あげだま（1991年 - 1992年、平家いぶき）
- ジャンケンマン（チョッキン）
- 新世紀GPXサイバーフォーミュラ（菅生あすか）
- ハイスクールミステリー学園七不思議（河合ゆかり）
- 魔法のプリンセス ミンキーモモ（マーシカ）

1992年
- ツヨシしっかりしなさい（渡辺由美 他）
- 超電動ロボ 鉄人28号FX（ランファ）
- 花の魔法使いマリーベル（1992年 - 1993年、リボン、タップ）
- 美少女戦士セーラームーン（1992年 - 1997年、月野うさぎ、ちびちび） - 5シリーズ
- ママは小学4年生（母親6）

1993年
- 剣勇伝説YAIBA（1993年 - 1994年、さやか）
- ジャングルの王者ターちゃん♡（1993年 - 1994年、ヘレン野口、王妃、秘書、ユー・淋）
- バトルファイターズ 餓狼伝説2（不知火舞）
- 無責任艦長タイラー（キョンファ・キム）

1994年
- 銀河戦国群雄伝ライ（紫紋）
- BLUE SEED（沢口小梅）

1995年
- 愛天使伝説ウェディングピーチ（ポタモス）
- 鬼神童子ZENKI（那戯）
- 新世紀エヴァンゲリオン（1995年 - 1996年、葛城ミサト）

1996年
- エルフを狩るモノたち（1996年 - 1997年、セルシア） - 2シリーズ
- 快傑ゾロ（エストレリア）
- 機動新世紀ガンダムX（トニヤ・マーム）
- バケツでごはん（ミント）

1997年
- 少女革命ウテナ（有栖川樹璃）
- 超魔神英雄伝ワタル（ルクス）
- はいぱーぽりす（フォンヌ・ウォークレイ）
- はれときどきぶた（和子先生 他）
- HARELUYA II BØY（叶さやか）
- HAUNTEDじゃんくしょん（遥都の母）
- ポケットモンスター（1997年 - 2001年、メタモン、メタちゃん）
- MAZE☆爆熱時空（女メイズ / 斑鳩萌衣）
- 烈火の炎（陽炎 / 影法師）

1998年
- アニメ週刊DX!みいファぷー
  - こっちむいてみい子（ママ〈山田理絵〉）
  - ふしぎ魔法ファンファンファーマシィー（アナウンス嬢、リック、ガル、ジルム、春の精、アマネ）
  - ヘリタコぷーちゃん（ぽろり）

- おじゃる丸（1998年 - 2024年、オカメ姫、オカメの君、星野ママ〈初代〉、赤紫式部、野見山ノミ・トミ 他）
- カードキャプターさくら（松本真樹）
- 金田一少年の事件簿（1998年 - 2007年、斑目舘羽、森京香、湊青子） - 1シリーズ + 特別編
- クレヨンしんちゃん（1998年 - 2025年、上尾ますみ、店員）
- センチメンタルジャーニー（芹沢琴音）
- 忍たま乱太郎（1998年 - 2025年、山ぶ鬼、あやか〈2代目〉、四年生、女主人、町人、客）
- ヴァイスクロイツ（明日香、ノイ、今日子）
- VISITOR（柊美佳）
- 吸血姫美夕（高梨真弓/神魔・亜癒）
- ひみつのアッコちゃん（第3作）（ミルフィーユ）

1999年
- エクセル♥サーガ（エクセル）
- アニメ愛のあわあわアワー（おるちゅばんエビちゅ-エビちゅ）
- 神風怪盗ジャンヌ（松原サキ）
- コレクター・ユイ（1999年 - 2000年、フリーズ、クマちゃん） - 2シリーズ
- GTO（神崎麗美）
- 週刊ストーリーランド（佐藤理恵）
- 魔術士オーフェン Revenge（レティシャ）
- モンスターファーム シリーズ（1999年 - 2000年、ピクシー〈ビーナス〉） - 2シリーズ
- レレレの天才バカボン（スキ男の彼女、ミゴロシ製薬令嬢）

2000年
- 学校の怪談（宮ノ下佳耶子）
- GEAR戦士電童（ベガ / 草薙織絵、フェニックスエール）
- キョロちゃん（セールスウーマン / キララ）
- 銀装騎攻オーディアン（ニトロ）
- 幻想魔伝 最遊記（春華）
- だぁ!だぁ!だぁ!（喜上アキラ）
- ドッとKONIちゃん（ラブリー先生、ペソメ、ハグハグ）
- 陽だまりの樹（お品）
- ポケットモンスター ミュウツー! 我ハココニ在リ（ドミノ）
- 名探偵コナン（2000年 - 2023年、紺野由理、水無怜奈〈本堂瑛海〉 / キール） - 1シリーズ + 特別編1本

2001年
- 機動天使エンジェリックレイヤー（浅見祥子）
- 鋼鉄天使くるみ2式（神維岬）
- 砂漠の海賊!キャプテンクッパ（ライチャ）
- ちっちゃな雪使いシュガー（ジンジャー）
- テイルズ オブ エターニア THE ANIMATION（エクスシア）
- ノワール（ミレイユ・ブーケ、オデット・ブーケ）
- パラッパラッパー（魔女）
- フルーツバスケット（草摩楽羅）

2002年
- 王ドロボウJING（イザラ・タンブラー）
- 機動戦士ガンダムSEED（マリュー・ラミアス、ハロ、エザリア・ジュール、ナレーター）
- スパイラル －推理の絆－（鳴海まどか）
- ヴァイスクロイツ グリーエン（村瀬明日香）

2003年
- カレイドスター 新たなる翼（キャシー・ティモア）
- 住めば都のコスモス荘 すっとこ大戦ドッコイダー（岼根沙由里/ヒヤシンス）
- 探偵学園Q（太刀川瞳）
- 鋼の錬金術師（2003年 - 2004年、グレイシア・ヒューズ）
- ポケットモンスター サイドストーリー（マリルリ）

2004年
- 機動戦士ガンダムSEED DESTINY（マリュー・ラミアス、ハロ〈ピンクハロ〉、ナレーター）
- ポケットモンスター アドバンスジェネレーション（クルヨ）
- MADLAX（マーガレットの母親）
- 妄想代理人（蝶野晴美）
- レジェンズ 甦る竜王伝説（キルビート）

2005年
- IGPX（ジュディー・ハイスミス）
- アガサ・クリスティーの名探偵ポワロとマープル（ホーバリ伯爵夫人）
- あまえないでよっ!!（2005年 - 2006年、天川京） - 2シリーズ
- 機動新撰組 萌えよ剣 TV（白狐〈薫の母〉）
- 戦国英雄伝説 新釈 眞田十勇士 The Animation（清姫）
- 金色のガッシュベル!!（エル・シーバス、リーヤ）
- ドラえもん（テレビ朝日版第2期）（2005年 - 、野比玉子〈のび太のママ〉、マリアン、ララ、生徒A）
- BUZZER BEATER（サラ）
- まほらば Heartful Days（水無月夕）
- 雪の女王（アゥネーテ）

2006年
- エンジェル・ハート（河本麗子）
- 銀色のオリンシス（ドミニク）
- 恋する天使アンジェリーク シリーズ（2006年 - 2007年、ロザリア） - 2シリーズ
- ラブゲッCHU 〜ミラクル声優白書〜（大門エリ）

2007年
- エル・カザド（議長）
- CLAYMORE（ジーン）
- ながされて藍蘭島（りさ）
- のだめカンタービレ（2007年 - 2010年、三善征子） - 3シリーズ
- もっけ（檜原千歳〈お母さん〉）

2008年
- RD 潜脳調査室（来園寺凛子）
- ケメコデラックス!（キリコ）
- 全力ウサギ（ネエサン、ソウチョウチルドレン）
- 隠の王（関英）
- 秘密 〜The Revelation〜（尾上未映子）

2009年
- コケッコーさん（コケッコーさん）
- スレイヤーズEVOLUTION-R（グドゥザ）
- ファイト一発!充電ちゃん!!（店長 / ナレーション）
- ONE PIECE（2009年 - 、ボア・ハンコック、S-スネーク）

2011年
- これはゾンビですか?（妄想ユー）
- C3 -シーキューブ-（北条銃音）
- スイートプリキュア♪（2011年 - 2012年、ハミィ）
- たまごっち!（2011年 - 2015年、ゆきぱっち） - 2シリーズ
- バカとテストと召喚獣にっ!（小暮葵）

2012年
- 男子高校生の日常（担任）
- ちとせげっちゅ!!（藤麻子）
- NARUTO -ナルト- 疾風伝（シセル）
- HUNTER×HUNTER（第2作）（コッコ〈実況アナ〉）

2013年
- ガイストクラッシャー（ラウンダ）
- ガンダムビルドファイターズ（イオリ・リン子）
- 世界でいちばん強くなりたい!（実況）
- デート・ア・ライブ（2013年 - 2024年、ナレーション） - 5シリーズ
- 東京レイヴンズ（富士野真子）
- ブラッドラッド（ネイン）

2014年
- 監督不行届（ナレーション）
- 旦那が何を言っているかわからない件（2014年 - 2015年、ハジメ母） - 2シリーズ
- ラブライブ!（矢澤にこの母）

2015年
- 神様はじめました◎（水玉）
- クロスアンジュ 天使と竜の輪舞（アウラ）

2016年
- 暗殺教室（潮田広海）
- この素晴らしい世界に祝福を!（受付サキュバス）
- シックスハートプリンセス（語り）
- ダンガンロンパ3 -The End of 希望ヶ峰学園-（辺古山ペコ） ‐ 2シリーズ
- CHEATING CRAFT（王先生、ナレーション）
- 美少女戦士セーラームーンCrystal Season III（月野うさぎ / セーラームーン）
- 不機嫌なモノノケ庵（トモリ）

2017年
- スクールガールストライカーズ Animation Channel（物理の先生、モルガナ）
- タイムボカン24（フローレンス・ナイチンゲール）
- サザエさん（アツコ）
- つぐもも（2017年 - 2020年、加賀見かなか） - 2シリーズ
- エロマンガ先生（幻想妖刀伝CMナレーション）
- 妖怪アパートの幽雅な日常（まり子）
- アイカツスターズ!（ユキエ・グレース・フォルテ）
- 少女終末旅行（イシイ）
- 魔法使いの嫁（ラハブ）

2018年
- ポプテピピック（2018年 - 2021年、ピピ美〈第12話Aパート / 再放送・リミックス版第1話Aパート〉）
- 新幹線変形ロボ シンカリオン（葛城ミサト）
- ゾンビランドサガ（2018年 - 2021年、山田たえ、たえ似の令嬢） - 2シリーズ

2019年
- ぱすてるメモリーズ（うどんちゃん）
- 慎重勇者〜この勇者が俺TUEEEくせに慎重すぎる〜（ミティス）

2020年
- 地縛少年花子くん（人魚）
- プランダラ（フィレンダ）
- プリンセスコネクト!Re:Dive（2020年 - 2022年、ミツキ） - 2シリーズ
- デカダンス（ムニン）
- 体操ザムライ（荒垣知世）
- ぐらぶるっ!（ミカエル）

2021年
- 装甲娘戦機（おチヨ）
- 呪術廻戦（2021年 - 2023年、冥冥） - 2シリーズ
- かげきしょうじょ!!（奈良田君子）
- SHAMAN KING（2021年 - 2022年、サティ）
- takt op.Destiny（地獄のオルフェ）

2022年
- 賢者の弟子を名乗る賢者（ナレーション）
- 僕とロボコ（2022年 - 2023年、凡人のママ）

2023年
- 老後に備えて異世界で8万枚の金貨を貯めます（アマーリア、おばさん）
- THE MARGINAL SERVICE（リリー・ストークス）
- ミギとダリ（園山洋子〈ママ〉）
- でこぼこ魔女の親子事情（レデ）

2024年
- うる星やつら (2022)（水乃小路母）
- ポケットモンスター（2024年 - 2025年、カエデ）
- 怪異と乙女と神隠し（書籍姫）

2025年
- 全修。（スケバン魔法少女）
- 怪獣8号（四ノ宮ヒカリ）
- ちゃんと吸えない吸血鬼ちゃん（霧峰みすず）

### 劇場アニメ
1991年
- ガンバとカワウソの冒険（カワモ）

1993年
- 劇場版 美少女戦士セーラームーンR（月野うさぎ）
- ツヨシしっかりしなさい ツヨシのタイムマシーンでしっかりしなさい（渡辺由美）
- メイクアップ!セーラー戦士（月野うさぎ）
- MOTHER 最後の少女イヴ（イヴ）

1994年
- 餓狼伝説 -THE MOTION PICTURE-（不知火舞）
- 劇場版 美少女戦士セーラームーンS（月野うさぎ）
- ダークサイド・ブルース（舞衣）

1995年
- 美少女戦士セーラームーンSuperS セーラー9戦士集結!ブラック・ドリーム・ホールの奇跡（月野うさぎ）
- スペシャルプレゼント 亜美ちゃんの初恋 美少女戦士セーラームーンSuperS 外伝（月野うさぎ）

1996年
- X -エックス-（八頭司颯姫）
- ドラゴンクエスト列伝 ロトの紋章（ティーエ）

1997年
- 新世紀エヴァンゲリオン劇場版 シト新生（葛城ミサト）
- 新世紀エヴァンゲリオン劇場版 Air/まごころを、君に（葛城ミサト）

1998年
- 機動戦艦ナデシコ -The prince of darkness-（ガイド）
- クレヨンしんちゃん 電撃!ブタのヒヅメ大作戦（お色気）
- MAZE☆爆熱時空 天変脅威の大巨人（斑鳩萌衣）

1999年
- 劇場版カードキャプターさくら（松本真樹）
- クレしんパラダイス! メイド・イン・埼玉（上尾先生）
- クレヨンしんちゃん 爆発!温泉わくわく大決戦（上尾先生）
- 劇場版ポケットモンスター 幻のポケモン ルギア爆誕（船長）
- 少女革命ウテナ アドゥレセンス黙示録（有栖川樹璃）

2000年
- クレヨンしんちゃん 嵐を呼ぶジャングル（上尾先生）

2001年
- クレヨンしんちゃん 嵐を呼ぶ モーレツ!オトナ帝国の逆襲（上尾先生）
- 劇場版 とっとこハム太郎 ハムハムランド大冒険（ティンクル）
- デジモンテイマーズ 冒険者たちの戦い（上原美波）

2002年
- エクスドライバー the Movie（ケリー）

2003年
- クレヨンしんちゃん 嵐を呼ぶ 栄光のヤキニクロード（上尾先生）

2004年
- 劇場版 金色のガッシュベル!! 101番目の魔物（コトハの母）

2005年
- 劇場版 鋼の錬金術師 シャンバラを征く者（グレイシア）

2006年
- 映画ドラえもん のび太の恐竜2006（ママ）
- クレヨンしんちゃん 伝説を呼ぶ 踊れ!アミーゴ!（上尾先生）

2007年
- 映画ドラえもん のび太の新魔界大冒険 〜7人の魔法使い〜（ママ）
- ヱヴァンゲリヲン新劇場版:序（葛城ミサト）

2008年
- 映画ドラえもん のび太と緑の巨人伝（ママ）

2009年
- 映画ドラえもん 新・のび太の宇宙開拓史（ママ）
- ヱヴァンゲリヲン新劇場版:破（葛城ミサト）
- クレヨンしんちゃん オタケベ!カスカベ野生王国（上尾先生）
- 劇場版 デュエル・マスターズ 黒月の神帝（クロロ）
- 仏陀再誕－The REBIRTH of BUDDHA（木村真理）

2010年
- 映画ドラえもん のび太の人魚大海戦（ママ）

2011年
- 映画 スイートプリキュア♪ とりもどせ! 心がつなぐ奇跡のメロディ♪（ハミィ）
- 映画ドラえもん 新・のび太と鉄人兵団 〜はばたけ 天使たち〜（ママ）
- 映画 プリキュアオールスターズDX3 未来にとどけ! 世界をつなぐ☆虹色の花（ハミィ）

2012年
- 映画ドラえもん のび太と奇跡の島 〜アニマル アドベンチャー〜（のび太のママ）
- 映画 プリキュアオールスターズNewStage みらいのともだち（ハミィ）
- ヱヴァンゲリヲン新劇場版:Q（葛城ミサト）
- クレヨンしんちゃん 嵐を呼ぶ!オラと宇宙のプリンセス（上尾先生）
- 花の詩女 ゴティックメード（エルディアイ・ツバンツヒ）

2013年
- 映画ドラえもん のび太のひみつ道具博物館（のび太のママ）
- 劇場版 HUNTER×HUNTER -The LAST MISSION-（コッコ）

2014年
- 映画ドラえもん 新・のび太の大魔境 〜ペコと5人の探検隊〜（のび太のママ）
- STAND BY ME ドラえもん（ママ）
- 楽園追放 -Expelled from Paradise-（ヒルデ トルヴァルト）

2015年
- 映画ドラえもん のび太の宇宙英雄記（のび太のママ）
- クレヨンしんちゃん オラの引越し物語 サボテン大襲撃（上尾ますみ）
- 劇場版デート・ア・ライブ 万由里ジャッジメント（ナレーション）
- ラブライブ!The School Idol Movie（にこの母）

2016年
- 映画ドラえもん 新・のび太の日本誕生（のび太のママ）
- 劇場版 暗殺教室 365日の時間（潮田広海）
- 名探偵コナン 純黒の悪夢（水無怜奈 / キール）

2017年
- 映画ドラえもん のび太の南極カチコチ大冒険（のび太のママ）

2018年
- 映画ドラえもん のび太の宝島（のび太のママ）
- クレヨンしんちゃん 爆盛!カンフーボーイズ〜拉麺大乱〜（上尾先生）

2019年
- 映画ドラえもん のび太の月面探査記（のび太のママ）
- ONE PIECE STAMPEDE（ボア・ハンコック）

2020年
- 映画ドラえもん のび太の新恐竜（のび太のママ）
- クレヨンしんちゃん 激突! ラクガキングダムとほぼ四人の勇者（上尾先生）
- STAND BY ME ドラえもん 2（のび太のママ）

2021年
- 美少女戦士セーラームーンEternal（月野うさぎ / セーラームーン） - 前後編
- シン・エヴァンゲリオン劇場版𝄇（葛城ミサト）
- ジャーニー 太古アラビア半島での奇跡と戦いの物語（ヒンド）
- 劇場版 呪術廻戦 0（冥冥）

2022年
- 映画ドラえもん のび太の宇宙小戦争 2021（のび太のママ）
- それいけ!アンパンマン ドロリンとバケ〜るカーニバル（オバケ）

2023年
- 映画ドラえもん のび太と空の理想郷（のび太のママ）
- 名探偵コナン 黒鉄の魚影（水無怜奈〈本堂瑛海〉 / キール）
- 劇場版 美少女戦士セーラームーンCosmos（月野うさぎ / エターナルセーラームーン、ちびちび / セーラーちびちび、ネオ・クイーン・セレニティ） - 前後編
- しん次元! クレヨンしんちゃん THE MOVIE 超能力大決戦 〜とべとべ手巻き寿司〜（上尾先生）

2024年
- 機動戦士ガンダムSEED FREEDOM（マリュー・ラミアス、ハロ、ナレーション）
- 映画ドラえもん のび太の地球交響楽（のび太のママ）
- クレヨンしんちゃん オラたちの恐竜日記（上尾先生）

2025年
- 映画ドラえもん のび太の絵世界物語（のび太のママ）
- ゾンビランドサガ ゆめぎんがパラダイス（山田たえ）

### OVA
1989年
- エースをねらえ!ファイナルステージ（友代）

1990年
- NINETEEN 19（詩子）
- newドリームハンター麗夢 夢の騎士たち（人形）
- フリテンくん（ユミ子）

1991年
- 炎の転校生（女生徒D）
- 魔宮戦場 Vol.1 ゴッド・ブラッド（パメラ）
- YAIBA（さやか）

1992年
- イース 天空の神殿〜アドル・クリスティンの冒険（リリア）
- 機神兵団（フェイ）
- 校内写生 Final（チャミ）
- ゴリラーマン（北村香織）
- バビル2世（ジュジュ）
- 新世紀GPXサイバーフォーミュラ（1992年 - 1998年、菅生あすか） - 6作品

1993年
- アイドル防衛隊ハミングバード（取石皐月）
- アルスラーン戦記（1993年 - 1995年、エステル〈エトワール〉） - 2作品
- NG騎士ラムネ&40 DX ワクワク時空 炎の大捜査戦（シルバーマウンテン）
- お洒落小僧は花マルッ（不二屋寿）
- その気にさせてよmyマイ舞（ゆあ）
- ドラゴンハーフ（ミンク）
- 妖世紀水滸伝（須賀清美）

1994年
- 銀河英雄伝説（カーテローゼ・フォン・クロイツェル）
- Compiler（ネリマクイーン）
- つるにのって ―とも子の冒険―（とも子）
- 幽幻怪社（六郷奈々美）

1995年
- 学校の幽霊
- 真・女神転生 東京黙示録（八神咲）
- 負けるな!魔剣道（剣野舞）
- 負けるな!魔剣道2（剣野舞）
- 無責任艦長タイラー（キョンファ・キム）
- YAMATO2520（マキ）
- マクロス7（クロレ）

1996年
- ウェディングピーチDX（川浪ひろみ / エンジェルポタモス）
- 鉄腕バーディー（バーディー）
- BLUE SEED2（沢口小梅）
- ガルフォース・ザ・レボリューション（1996年 - 1997年、ラビィ）

1997年
- ありす in Cyberland（毛利世羅）
- 電脳戦隊ヴギィ'ズ★エンジェル（レベッカ）
- ヴァリアブル・ジオ（武内優香）
- ぶっとび!!CPU（クアドラ）

1998年
- 教科書にないッ!（五月彌生）
- ドラゴンフォースII -神去りし大地に-（シリン）
- POWER DoLLS Detachment of Limited Line Service プロジェクトα（ヤオ・フェイルン）
- 万能文化猫娘DASH!（山本周子）

1999年
- 旭日の艦隊（ヘレン）
- タイムレンジャー セザールボーイの冒険 ローマ帝国編（カレン・グローリー）
- 倒凶十将伝（乱波葉霧）

2000年
- アンジェリーク 〜白い翼のメモワール〜（ロザリア）
- KIRARA（朝井きらら）
- 創世聖紀デヴァダシー（御名串アマラ）
- 名探偵コナン コナンvsキッドvsヤイバ 宝刀争奪大決戦!!（峰さやか）
- ぼくたちピチューブラザーズ・風船騒動の巻（マリルリ）

2001年
- アンジェリーク 〜聖地より愛をこめて〜（ロザリア）
- 東京アンダーグラウンド（チェルシー）
- 倒凶十将伝 封魔五行伝承（乱波葉霧）
- ハイパー無軌道オリジナル・ビデオ・アニメーション ぷにぷに☆ぽえみぃ（我々守いつえ）

2003年
- ぼくたちピチューブラザーズ・パーティはおおさわぎ!のまき（マリルリ）

2006年
- カレイドスター Legend of phoenix 〜レイラ・ハミルトン物語〜（キャシー・ティモア）

2010年
- ひよ恋（みったん〈三谷美代子〉）
- “文学少女”メモワールI -夢見る少女の前奏曲-（櫻井叶子）

2011年
- カーニバル・ファンタズム（蒼崎青子）

2012年
- C3 -シーキューブ-（北条銃音） - BD/DVD第5巻TV未放送話
- よんでますよ、アザゼルさん。（千波十美子）

### Webアニメ
- i-wish you were here-（2001年、光石）
- あじむ 〜海岸物語〜（2001年、恭子）
- 美少女戦士セーラームーンCrystal（2014年 - 2015年、月野うさぎ / セーラームーン[144][145]） - 2シリーズ
- ガンダムビルドファイターズ バトローグ（2017年、ナレーション）
- 佐賀県を巡るアニメーション「おかえり 故郷の唐津」「ただいま 思い出の佐賀」（2017年、広井美代子、ジュン[146]）
- Pokémon Evolutions（2021年、カルネ）

### ゲーム
1991年
- 雀偵物語2 宇宙探偵ディバン出動編（魔獣エムリス）

1992年
- クイズ スクランブルスペシャル（助手）

1993年
- 聖魔伝説3×3EYES（サティ）
- ナックルヘッズ（クローディア・シルバ）
- 美少女戦士セーラームーン（1993年 - 2001年、月野うさぎ / セーラームーン / スーパーセーラームーン） - 16作品
- 雀偵物語3 セイバーエンジェル（ランプリング）

1994年
- ぷよぷよCD（アルル・ナジャ）
- 美少女戦士セーラームーン（月野うさぎ）※PCエンジン版
- 女神天国（リンリン）

1995年
- アンジェリークSpecial（ロザリア）
- 豪血寺一族外伝 最強伝説（花小路クララ）
- SPACE GRIFFON VF-9（メアリー）
- ぷよぷよCD通（アルル・ナジャ）
- ロゴスパニック ごあいさつ

1996年
- ありす in Cyberland（毛利世羅）
- アンジェリークSpecial2（女王補佐官ロザリア）
- 新世紀エヴァンゲリオン（1996年 - 2009年、葛城ミサト） - 19作品
- 美少女戦士セーラームーンSuperS 真・主役争奪戦（スーパーセーラームーン / 月野うさぎ）
- ポポロクロイス物語（ナルシア、カイ）
- 魔導物語I 炎の卒園児（アルル・ナジャ）

1997年
- アーマード・コア（オペレーター、コンピューターボイス）
- エルフを狩るモノたち 完全版 / 花札編（セルシア・マリクレール〈ポチ〉、女将、ゴーレム セルシア） - 2作品
- がんばれゴエモン〜ネオ桃山幕府のおどり〜
- QUOVADIS 2〜惑星強襲オヴァン・レイ〜（ネリー・カテナ）
- 私立ジャスティス学園（1997年 - 2000年、水無月響子） - 3作品
- パワードール Windows版（ヤオ・フェイルン、ナレーション）
- パワードール2 PlayStation版（ヤオ・フェイルン）
- My Dream 〜On Airが待てなくて〜（久堂はるか）
- マクロス デジタルミッション VF-X（モーリィ）

1998年
- AZITO2（佐伯香津美）
- エーベルージュ スペシャル 〜恋と魔法の学園生活〜（リンデル・ファルケン）
- ガイナロックR（エリー・ロザリオ）
- 火星物語（緑の風）
- 季節を抱きしめて（国立トモコ）
- 金田一少年の事件簿2 地獄遊園殺人事件（山瀬実里）
- 実況パワフルプロ野球5（ウグイス嬢）
- 少女革命ウテナ いつか革命される物語（有栖川樹璃）
- 白き魔女 -もうひとつの英雄伝説-（クリス）
- 戦国美少女絵巻 空を斬る!!（百地こころ、帰蝶）
- 速攻生徒会（風魔琴乃）
- ファイアーウーマン纏組（桂木さやか）
- ブレイヴフェンサー 武蔵伝（ブランディ、タンブラー、ヤクイニック国王妃）
- 炎の料理人クッキングファイター好（アニス）
- U.P.P.（麻璃亜）
- 雷弩機兵ガイブレイブ2（シャローナ）

1999年
- アランドラ2 魔進化の謎（メルセデス）
- エーベルージュ2（リンデル・ファルケン）
- 実況パワフルプロ野球6（ウグイス嬢）
- Spiritual Soul（エルウィン・リトルバード）
- 戦国美少女絵巻 空を斬る!! 〜春風の章〜（こころ）
- 新世紀GPXサイバーフォーミュラ 新たなる挑戦者（菅生あすか）
- 悠久幻想曲3 Perpetual Blue（リーゼ・アーキス）
- リトルプリンセス マール王国の人形姫2（ソニア）

2000年
- EVE ZERO（2000年 - 2003年、法条まりな） - 3作品
- 神来（蔓乃姫）
- 建設重機喧嘩バトル ぶちギレ金剛!!（橘キョウコ）
- 実況パワフルプロ野球7（ウグイス嬢）
- 対戦恋愛シミュレーション トリフェルズ魔法学園（リンデル・ファルケン）

2001年
- アイシア（ルー）
- 暴れん坊プリンセス（ルージュ＝ヴィクトワール）
- Oni 完全日本語版（コノコ）
- 実況パワフルプロ野球8（ウグイス嬢）
- スーパーロボット大戦α外伝（トニヤ・マーム）
- スタートリングアドベンチャーズ 空想3×大冒険（清乃、三平の母）
- 免許をとろう!DX 2001年度版（麻生麗香）

2002年
- 実況パワフルプロ野球9（ウグイス嬢）
- DEAD OR ALIVE 3（クリスティ）
- わいわいゴルフ（ミホ）

2003年
- 機動戦士ガンダムSEED（マリュー・ラミアス）
- SUNRISE WORLD WAR Fromサンライズ英雄譚（ベガ、織絵）
- 実況パワフルプロ野球10（ウグイス嬢）
- スーパーロボット大戦Scramble Commander（葛城ミサト）
- DEAD OR ALIVE XTREME BEACH VOLLEYBALL（クリスティ）

2004年
- アニメバトル 烈火の炎 FINAL BURNING（陽炎）
- 宇宙戦艦ヤマトシリーズ（2004年 - 2005年、椎名晶） - 3作品
- SDガンダム GGENERATION（2004年 - 2025年、トニヤ・マーム、マリュー・ラミアス、ハロ〈ラクス〉、エザリア・ジュール） - 8作品
- 機動戦士ガンダムSEED 終わらない明日へ（マリュー・ラミアス）
- 実況パワフルプロ野球11（ウグイス嬢）
- スーパーロボット大戦MX / ポータブル（2004年 - 2005年、ベガ、葛城ミサト） - 2作品
- マグナカルタ（リアンナ）
- MELTY BLOOD（2004年 - 2010年、蒼崎青子） - 4作品
- 我が竜を見よ（カーヤ）

2005年
- カウボーイビバップ 追憶の夜曲（エレン・マッカーシー）
- 機動戦士ガンダムSEED 連合vs.Z.A.F.T. / PORTABLE（2005年 - 2007年、マリュー・ラミアス） - 2作品
- 機動戦士ガンダムSEED DESTINY GENERATION of C.E.（マリュー・ラミアス）
- 金色のガッシュベル!! うなれ!友情の電撃 ドリームタッグトーナメント（リーヤ）
- サイコメトラーEIJI（志摩亮子）
- 第3次スーパーロボット大戦α 終焉の銀河へ（マリュー・ラミアス、葛城ミサト）
- DEAD OR ALIVE 4（クリスティ）
- NAMCO x CAPCOM（水無月響子）
- ワイルドアームズ ザ フォースデトネイター（ファルメル）

2006年
- EVE new generation（法条まりな）
- 機動戦士ガンダムSEED DESTINY 連合vs.Z.A.F.T.II / PLUS（マリュー・ラミアス） - 2作品
- クレヨンしんちゃん 最強家族カスカベキング うぃ〜（上尾先生）
- クレヨンしんちゃん 伝説を呼ぶ オマケの都ショックガーン!
- DEAD OR ALIVE XTREME 2（クリスティ）

2007年
- クレヨンしんちゃんDS 嵐を呼ぶ ぬってクレヨ〜ン大作戦!
- スーパーロボット大戦Scramble Commander the 2nd（マリュー・ラミアス）
- ドラゴンクエストソード 仮面の女王と鏡の塔（女王ヒルダ）

2008年
- クレヨンしんちゃん 嵐を呼ぶ シネマランド カチンコガチンコ大活劇!
- ケメコデラックス!DS 〜ヨメとメカと男と女〜（キリコ）
- スーパーロボット大戦Z（トニヤ・マーム、マリュー・ラミアス）

2009年
- パワードール1（ヤオ・フェイルン）
- ONE PIECE ワンピーベリーマッチW（ボア・ハンコック）

2010年
- クレヨンしんちゃん おバカ大忍伝 すすめ!カスカベ忍者隊!
- クレヨンしんちゃん ショックガ〜ン!伝説を呼ぶオマケ大ケツ戦!!（デカール、あげおせんせい）
- DEAD OR ALIVE Paradise（クリスティ）
- ファイト一発! 充電ちゃん!! CC（店長）
- ラストランカー（ノーマ）
- らぶでゅえ!（美千葉レイコ）
- ONE PIECE ギガントバトル!（ボア・ハンコック）

2011年
- キャサリン（キャサリン・マクブライド）
- クレヨンしんちゃん 宇宙DEアチョー!? 友情のおバカラテ!!
- DEAD OR ALIVE Dimensions（クリスティ）
- ONE PIECE アンリミテッドクルーズ スペシャル（ボア・ハンコック）
- ONE PIECE ギガントバトル! 2 新世界（ボア・ハンコック）

2012年
- アーマード・コアV（コンピューターボイス）
- 機動戦士ガンダム オンライン（女性パイロット1）
- 機動戦士ガンダムSEED BATTLE DESTINY（マリュー・ラミアス）
- スーパーダンガンロンパ2 さよなら絶望学園 / 1・2 Reload（2012年 - 2013年、辺古山ペコ） - 2作品
- DEAD OR ALIVE 5（2012年 - 2015年、クリスティ） - 3作品
- ワンピース 海賊無双（2012年 - 2020年、ボア・ハンコック） - 4作品
- ワンピース ROMANCE DAWN 冒険の夜明け（ボア・ハンコック）

2013年
- ガイストクラッシャー（ラウンダ）
- コール オブ デューティ ゴースト
- ONE PIECE アンリミテッドワールド レッド（ボア・ハンコック）

2014年
- 機動戦士ガンダム エクストリームバーサス（2014年 - 2016年、マリュー・ラミアス） - 3作品
- クレヨンしんちゃん 嵐を呼ぶ カスカベ映画スターズ!（上尾先生）
- 三国志英歌
- ジェイスターズ ビクトリーバーサス（ボア・ハンコック）
- 神話帝国ソウルサークル
- 超ヒロイン戦記（イヴ＝ヴァレンタイン）
- スクールガールストライカーズ（モルガナ）
- 第3次スーパーロボット大戦Z 時獄篇 / 天獄篇（2014年 ‐ 2015年、葛城ミサト） - 2作品
- ドラえもん 新・のび太の大魔境 〜ペコと5人の探検隊〜（ママ）
- 名探偵コナン ファントム狂詩曲（千草春菜、ルナ）
- ONE PIECE 超グランドバトル! X（ボア・ハンコック）
- ONE PIECE ワンピースキングス（ボア・ハンコック）

2015年
- アンジェリーク ルトゥール（ロザリア・デ・カタルヘナ）
- インフィニット・ドライブ（ノイエ）
- プリンセスコネクト!（宵ヶ浜深月）
- PROJECT X ZONE 2:BRAVE NEW WORLD（シース、ナイン・ナイン）
- レインボーシックス シージ（シックス）

2016年
- 神撃のバハムート（デイ）
- ドラえもん 新・のび太の日本誕生（のび太のママ）
- ONE PIECE トレジャークルーズ（ボア・ハンコック）

2017年
- グランブルーファンタジー（2017年 - 2024年、ミカエル）
- スーパーロボット大戦V（葛城ミサト）
- モンスターストライク（2017年 - 2024年、葛城ミサト、月野うさぎ / セーラームーン、ボア・ハンコック、冥冥、マリュー・ラミアス）
- ディシディア ファイナルファンタジー オペラオムニア（マリア）
- ブラックローズサスペクツ（モニカ・ケラー）

2018年
- プリンセスコネクト！Re:Dive（2018年 - 2024年、ミツキ / 宵ヶ浜深月）
- スーパーロボット大戦X-Ω（葛城ミサト、マリュー・ラミアス）
- 機動戦士ガンダム エクストリームバーサス2（2018年 - 2025年、マリュー・ラミアス） - 4作品
- 大乱闘スマッシュブラザーズ SPECIAL（メタモン）

2019年
- キャサリン・フルボディ（キャサリン・マクブライド）
- JUMP FORCE（ボア・ハンコック）
- DEAD OR ALIVE 6（クリスティ）
- ぷよぷよ!!クエスト（2019年 - 2021年、月野うさぎ / セーラームーン / スーパーセーラームーン / エターナルセーラームーン）
- 共闘ことばRPG コトダマン（2019年 - 2023年、葛城ミサト、冥冥）
- EVE rebirth terror（法条まりな）
- グリモアA〜私立グリモワール魔法学園〜（山田たえ）
- スーパーロボット大戦DD（マリュー・ラミアス、葛城ミサト）

2020年
- この素晴らしい世界に祝福を! ファンタスティックデイズ（受付サキュバス）
- ワールドフリッパー（山田たえ）
- FiNC HOME FiT（マチルダ）
- ビーナスイレブンびびっど！（龍ヶ花はる）

2021年
- ユージェネ（クレイ）

2022年
- プリコネ！グランドマスターズ（ミツキ）
- EVE ghost enemies（法条まりな）
- 荒野行動（ボア・ハンコック）
- SDガンダム バトルアライアンス（マリュー・ラミアス）
- パズル&ドラゴンズ（ボア・ハンコック）
- 無期迷途（レベッカ）
- ドラえもん のび太の牧場物語 大自然の王国とみんなの家（のび太のママ）
- 妖怪ウォッチ ぷにぷに（葛城ミサト）

2023年
- ポケモンマスターズEX（2023年 - 2024年、パキラ）
- ファイアーエムブレム ヒーローズ（2023年 - 2024年、ルミエル）
- ファイアーエムブレム エンゲージ（ルミエル）
- 機動戦士ガンダム アーセナルベース（マリュー・ラミアス）
- FREDERICA（ファイター）
- フォートナイト（KEI）
- 呪術廻戦 ファントムパレード（冥冥）
- CUSTOM MECH WARS -カスタムメックウォーズ-（社長）

2024年
- 呪術廻戦 戦華双乱（冥冥）
- 崩壊:スターレイル（ジェイド）
- マギアレコード 魔法少女まどか☆マギカ外伝（ユゥ）

2025年
- 機動戦士ガンダム U.C. ENGAGE（リセ・ジェナロ）
- ミステリート〜八十神かおるの挑戦！〜（南条深雪）

### ドラマCD
1991年
- 電影少女 集英社CDブック（早川もえみ）
- 集英社CDブック あなたに逢うまで…（佐々木風子）

1992年
- BASTARD!! -暗黒の破壊神- 外伝 巻之三 魔導王封印篇（ダーナ）

1993年
- アレサ 〜魔法人形のレクイエム〜（マテリア、クリス）
- オーディオRPG 超龍戦記ザウロスナイト（シャロン）
- 新世紀GPXサイバーフォーミュラ ROUND1 サイバー・デート大作戦!（菅生あすか）
- 新世紀GPXサイバーフォーミュラ ROUND2 愛と哀しみの誕生日!（菅生あすか）

1994年
- 極道くん漫遊紀外伝（ルーベット）
- 新世紀GPXサイバーフォーミュラ ROUND3 カップルレースだ!大混戦!!（菅生あすか）
- 新世紀GPXサイバーフォーミュラ ROUND4 あなたとサイバーフォーミュラ・ナイト（菅生あすか）
- 新世紀GPXサイバーフォーミュラ ROUND5 魔法のときめき少女ミラクルあすかちゅあん（菅生あすか）
- 新世紀GPXサイバーフォーミュラ PICTURELAND1 風にのせて（菅生あすか）
- 新世紀GPXサイバーフォーミュラ PICTURELAND2 白銀の対決（菅生あすか）
- 新世紀GPXサイバーフォーミュラ PICTURELAND5 湯煙の街の対決!（菅生あすか）

1995年
- ストリートファイターII 外伝 〜キャミィ・闘いの序曲〜（キャミィ）
- バウンティソード・ファースト 外伝 -鋼鉄の龍-（テティス）
- ファンタシースター〜封じられし記憶〜 ドラマCD&ファンブック（ネイ、ネイファースト、ネイセカンド）
- ぷよぷよ の〜てんSPECIAL（アルル・ナジャ、カーバンクル）

1996年
- レッスルエンジェルス 新女恒例!波乱必至の大忘年会 IN 下呂温泉（マイティ祐希子）
- KIRARA オリジナルアルバム（今井きらら〈十六きらら〉）
- 鉄腕バーディー（バーディー）

1997年
- オヤマ! 菊之助（時巻あおい）
- CYBER TROOPERS VIRTUAL-ON "COUNTERPOINT 009A" Episode#16（ミミー・サルペン軍曹）
- 話が違う
- ブレス オブ ファイアIII（モモ）
- 新世紀GPXサイバーフォーミュラSAGA ROUND1 明日へのフォーカス（菅生あすか）
- 新世紀GPXサイバーフォーミュラSAGA ROUND2 マスコットギャルズ・パニック（菅生あすか）
- 新世紀GPXサイバーフォーミュラSAGA ROUND3 トラップ・オブ・ケルベロス（菅生あすか）
- 新世紀GPXサイバーフォーミュラSAGA ROUND5 SAKURA（菅生あすか）

1998年
- KIRARA オリジナル"衝撃波"ドラマ・アルバム「夜明け前」（今井きらら〈24歳〉）
- 私立ジャスティス学園 ドラマアルバム 〜ねらわれた太陽学園 熱血死闘編〜（水無月響子 / 神崎弥生）
- デビルマン伝説（牧村美樹）

1999年
- 新世紀GPXサイバーフォーミュラ SAGAII ROUND1 真実の一瞬（菅生あすか）

2000年
- 愛していると言ってくれ。（吉峰世津子）
- 私立ジャスティス学園 アドベンチャードラマアルバム ねらわれた太陽学園 熱血探偵編（水無月響子）
- 熱血!声優物語 叫んでやるぜ! エピソード4（ミラクルダイエッターMIYUKI）
- 新世紀GPXサイバーフォーミュラ SAGAII ROUND2 ウェディング・ラプソディー（菅生あすか）
- 新世紀GPXサイバーフォーミュラ SAGAII ROUND3 鋼鉄のマイスタージンガー（菅生あすか）

2001年
- Weiß kreuz Wish A Dream collection II A four-leaf clover（村瀬明日香）
- コールド・ゲヘナ（メル）
- 新世紀GPXサイバーフォーミュラ SAGAII ROUND4 レディ!!（菅生あすか）
- 新世紀GPXサイバーフォーミュラ SAGAII ROUND5 ジャガーのエンブレム（菅生あすか）

2003年
- スパイラル 〜推理の絆〜 それさえも貴き日々で（鳴海まどか）
- ラグーンエンジン（等軍紅音）

2004年
- 瀬戸の花嫁（瀬戸蓮）
- ニニンがシノブ伝（コバヤシ所長）

2005年
- ARIA Drama CD II（晃・E・フェラーリ）
- アンバサダーは夜に囁く（天羽円）
- EREMENTAR GERAD -蒼空の戦旗-（メル）
- SAMURAI DEEPER KYO（灯）
- ソウルイーター Vol.1 特別社会科見学（ソフィア）

2006年
- エン女医あきら先生ドラマCD（日向旻）
- ゲノム（コバヤシ所長）
- マリア様がみてるドラマCD 長き夜の（先代黄薔薇さま）

2007年
- Captain HOOK love's lock.シリーズ（ウェンディ）

2010年
- 停電少女と羽蟲のオーケストラ 第四楽章：棺（紫音）
- ブロッケンブラッド ドラマCD（四方田礼奈）

2012年
- ルイの魔裁判 1 - 2（マグダラ）

2021年
- ゾンビランドサガ ドラマCD「ナイショ・ビフォア・クリスマス SAGA」（山田たえ） - Blu-ray BOX特典CD

### 吹き替え

#### 担当俳優
ナオミ・ワッツ
- グッドナイト・マミー（母）
- ダイバージェントNEO（イブリン・ジョンソン＝イートン）
  - ダイバージェントFINAL

#### 映画（吹き替え）
- あなたのために（ノヴァリー〈ナタリー・ポートマン〉）
- アムステルダム（ヴァレリー・ヴォーズ〈マーゴット・ロビー〉[195]）
- ヴァン・ヘルシング（アナ・ヴァレリアス〈ケイト・ベッキンセイル〉）※DVD版
- 男ゴコロはマンガ模様（チャーリー〈ステファニー・オライン〉）
- 鬼教師ミスター・グリフィン（スーザン〈エイミー・ジョー・ジョンソン〉）
- キャット・ピープル（アイリーナ〈ナスターシャ・キンスキー〉）※ソフト版
- キャメラを止めるな!（ナディア〈ベレニス・ベジョ〉[196]）
- クルーエル・インテンションズ（キャスリン〈サラ・ミシェル・ゲラー〉）
- クローサー（リン〈スー・チー〉）※DVD・ビデオ版
- ゲス・フー/招かれざる恋人（テレサ〈ゾーイ・サルダナ〉）
- ゴジラxコング 新たなる帝国（探査機ヒーヴ[197]）
- コヨーテ・アグリー（ヴァイオレット〈パイパー・ペラーボ〉）
- 13 ラブ 30 サーティン・ラブ・サーティ（ジェナ〈ジェニファー・ガーナー〉）
- 最強ロマンス（チェスジン〈ヒョンヨン〉）
- 最後に恋に勝つルール（ミシェル〈キャスリン・ハーン〉）
- シーズ・オール・ザット（テイラー〈ジョディ・リン・オキーフ〉）
- シャザム!（ローザ〈マルタ・ミランズ〉[198]）※劇場公開版
  - シャザム!〜神々の怒り〜[199]
- SHRIEK 最低絶叫計画!?（バーバラ〈ジュリー・ベンツ〉）
- スガラムルディの魔女（シルビア）
- SET IT OFF（フランキー〈ヴィヴィカ・A・フォックス〉）
- スパニッシュ・アパートメント（アンヌ＝ソフィ〈ジュディット・ゴドレーシュ〉）
- セクレタリー（リー・ホロウェイ〈マギー・ジレンホール〉）
- ダニエル・スティール/ファミリー・ゲーム〜美しき選択〜（バル〈クリスティ・クラーク〉）※テレビ東京版
- デスリング（カレン〈ジーナ・フィリップス〉）
- トップ・ランナー（アン〈ローラ・フレイザー〉）
- ドラゴンストーム（メディーナ姫〈エンジェル・ボリス〉）
- ネバーエンディング・ストーリー3（幼心の君〈ジュリー・コックス〉）※ソフト版
- ハート・オブ・ウーマン（ローラ〈マリサ・トメイ〉）※DVD版
- 運び屋（アイリス〈アリソン・イーストウッド〉[200]）※BSテレ東版
- バッドトリップ! 消えたNO.1セールスマンと史上最悪の代理出張（ジョーン・フォックス〈アン・ヘッシュ〉[201]）
- 花咲ける騎士道（アドリーヌ〈ペネロペ・クルス〉）※パッケージには三石琴野と誤記
- ビッグ・ヒット（ケイコ〈チャイナ・チャウ〉）
- ビッグホワイト（マーガレット〈ホリー・ハンター〉）
- ソウルウェディング〜花嫁はギャングスター3〜（通訳ヨニ〈ヒョニョン〉）
- 秘められた遊戯（クレア）
- ピラニア3D（ジュリー・フォレスター保安官〈エリザベス・シュー〉）
- ファイナル・デッドコースター（アシュリー・フロインド〈シャーラン・シモンズ〉）
- フォー・ルームス（イヴァ〈アイオン・スカイ〉）
- ブギーナイツ（ローラーガール〈ヘザー・グラハム〉）
- 不思議の国のアリス(1985)（アリスの姉）
- 普通じゃない（セリーン〈キャメロン・ディアス〉）※DVD・ビデオ版
- ブロークダウン・パレス（ダーリーン〈ケイト・ベッキンセール〉）
- ベスト・キッド4（ジュリー・ピアース〈ヒラリー・スワンク〉）
- ホワイトクリスマス 恋しくて、逢いたくて（カン・ジヒ〈キム・ヒソン〉）
- マーサ・ミーツ・ボーイズ（マーサ〈モニカ・ポッター〉）
- 燃えよデブゴン TOKYO MISSION（マギー〈ジェシカ・ジャン〉[202]）
- LIFE!（シェリル・メルハフ〈クリステン・ウィグ〉）※劇場公開版
- ラストサマー（ヘレン〈サラ・ミシェル・ゲラー〉）※DVD版
- ランナーランナー（レベッカ・シャフラン〈ジェマ・アータートン〉）※20世紀フォックス版
- ルール（サーシャ〈タラ・リード〉）
- REC:レック/ザ・クアランティン（アンジェラ・ヴァイダル〈ジェニファー・カーペンター〉）

#### ドラマ
- エド 人生のスプリット/ボーリング弁護士（キャロル・ベッシー〈ジュリー・ボーウェン〉）
- グレイズ・アナトミー 恋の解剖学（メレディス・グレイ〈エレン・ポンピオ〉[11]）
- 新スタートレック（サリア〈ジェミー・ハバード〉）：第2期第36話「運命の少女サリア」
- スクール・オブ・ロック（校長〈ジャマ・ウィリアムソン〉）
- パムの秘密-ある主婦の知られざる顔-（パム〈レネー・ゼルウィガー〉[203]）
- フェリシティの青春（ジュリー・エムリック〈エイミー・ジョー・ジョンソン〉）
- ベイウォッチ シーズン2-4（サマー・クイン〈ニコル・エッガート〉）
- 6人の女 ワケアリなわたしたち（サラ〈アリックス・ポワソン〉）

#### アニメ
- アドベンチャー・タイム（アイスクイーン）
- スター・ウォーズ/クローン・ウォーズ（オーフニ）
- チキン・リトル（エイリアンのママ）
- ドルーピー（ドルーピーの妻、ドルーピーの息子）
- ピムとポムのちっちゃな冒険（ナレーター、お姉さん）
- ビリー&マンディ♯65（メアリー）
- ヘヴィメタル（少女〈キャロライン・センプル〉）

### 映画
- ラブ&ポップ（1998年、東映） - ラジオのパーソナリティ（声の出演）

### テレビドラマ
- アンフェア the special ダブル・ミーニング Yes or No?（2013年3月1日、関西テレビ） - マスク男（声の出演）[204]
- 科捜研の女 SEASON 19 File.14（2019年8月22日、テレビ朝日）[205] - 日向寺カレン
- 彼女が成仏できない理由（2020年9月12日 - 10月17日、NHK） - 鎖奈（声の出演）
- リコカツ（2021年4月16日 - 6月18日、TBSテレビ） - 水口美土里[206]
- 夜ドラ 卒業タイムリミット 第3話・第4話（2022年4月6日・4月7日 、NHK総合） -（声の出演）
- Get Ready!（2023年1月8日 - 3月12日、TBSテレビ） - POC
- 世にも奇妙な物語’23 夏の特別編「小林家ワンダーランド」（2023年6月17日、フジテレビ） - 小林洋子[207]
- Maybe 恋が聴こえる（2023年10月17日 - 12月22日、TBSテレビ） - ナレーション[208]
- 大河ドラマ 光る君へ 第1話（2024年1月7日、NHK） - 時姫[209]
- 95 第5話（2024年5月6日、テレビ東京） - 広重明日香 役（声の出演）[210]
- ブラックペアン シーズン2 第4〜6話（2024年7月28日・8月4日・18日、TBS） - 医療AI・エルカノ 役（声の出演）[211]
- 40までにしたい10のこと（2025年7月5日 - 、テレビ東京）すず子 役（声の出演）[212]

### 特撮
- 手裏剣戦隊ニンニンジャー（2015年、テレビ朝日） - 有明の方（声の出演）
- 帰ってきた手裏剣戦隊ニンニンジャー ニンニンガールズVSボーイズ FINAL WARS（2016年） - 有明の方

### ラジオ
- アニメ店長!子安・岩田のVOICEきゃらびぃ（3月21日ゲスト）
- STARDUST DREAM（FM-FUJI：パーソナリティ、1999年12月終了）
- 電撃アワー 極道くん漫遊記外伝（ラジオ大阪：パーソナリティ、1994年4月 - 10月第1週）
- 電撃大賞クリス・クロス（文化放送：パーソナリティ、1994年10月 - 1995年3月）
- 電脳戦隊ヴギィ'ズ★エンジェル（ラジオ日本：パーソナリティ、1996年1月 - 7月）
- の〜みそこねこねラジオコンパイル（ラジオ日本：第1期パーソナリティ、1995年7月 - 9月）
- ハミングバード放送局（文化放送：ノン子とのび太のアニメスクランブル内コーナー番組）
- 三石琴乃のエーベルージュ伝説（文化放送：パーソナリティ、1996年9月 - 1998年4月）
- 三石琴乃◎エーベルナイツ（文化放送：パーソナリティ、1998年4月 - 1998年10月）
- 三石琴乃◎エーベルナイツII（文化放送：パーソナリティ、1998年10月 - 2001年9月）
- 三石琴乃◎エーベルナイツ2006（文化放送：パーソナリティ、2006年11月11日）
- 三石琴乃・部活しよッ!（東海ラジオ：パーソナリティ）
- ゆうきまさみ文化学院（ラジオ大阪：パーソナリティ、1996年9月終了）
- 流星野郎のゲーム業界裏情報（ラジオ関西：2代目アシスタントパーソナリティ『流れ星お琴』、1993年10月1日 - 1995年6月30日）

### ラジオドラマ
- 青春アドベンチャー『イーシャの舟』（NHK-FM：イーシャの舟）

### デジタルコミック
- 「フルーツバスケット」音声入りまんがDVD〜旅立ちの日、再び〜（2012年、草摩楽羅） - 『花とゆめ』24号応募者全員サービス
- JKからやり直すシルバープラン（2021年、二ノ宮小百合）[213]

### 舞台
- 劇団あかぺら倶楽部
  - みごとな女
  - ジャンプ
  - パパ・アイ・ラブ・ユー
  - Six Pajamas Party
  - あなたに逢えてよかった〜Communicating Doors〜
- キッド・ナップ
- 天使候補生
- 鳥の瞬く場所
- 劇団ヘロヘロQカムパニー
  - 八つ墓村（2008年12月10日 - 14日、前進座劇場）
  - 悪魔が来りて笛を吹く（2010年8月8日 - 14日、前進座劇場）
  - 犬神家の一族（2017年4月22日 - 30日 全労済ホール / スペース・ゼロ）
- スイートプリキュア♪ ミュージカルショー（2011年） - ハミィ 役
- 劇団岸野組「森の石松外伝 〜石松と土佐のよばれたれ〜」（2011年9月、銀座・博品館劇場） - 乙姉 役
- 「こどものおもちゃ」（2015年8月、博品館劇場） - 倉田実紗子 役
- クロジ
  - 第15回公演 きんとと（2016年8月24日 - 28日）
  - 第17回公演 いと恋めやも（2018年8月22日 - 26日）
  - クロジ第18回公演 ポリトゥスの蟲（2019年7月3日 - 7日）
- 新宿625 栗原課長の秘密基地（2018年11月14日 - 18日）
- ラフィングライブ第五回公演『Out of Order』(2019年11月28日 - 12月2日、三越劇場)
- 世界文化遺産 下鴨神社 朗読劇『鴨の音 第四夜 恋詠歌林』（2023年10月21日 - 22日、下鴨神社）[214]

### ナレーションなど
- インターネットストリーミング放送『I-wish you were here-』（光石操）
- インテル日本法人主催「Intel in AKIBA 2009」ゲスト出演。
- NHK教育『たったひとつの地球』（乙姫）
- NHK教育テレビ『なんでもQ』（番組司会「うらら」、「チョウ」のエレベーターガール、「ガ」のギャル、「ネズミ」の殿様、「ペンギン」の火消し）
- 関西テレビ『キャサリン』（ナレーター 2012年4月 - 9月）
- 関西テレビ『発掘!あるある大事典』（ナレーター）
- ケンタッキーCM（ナレーション）
- NHK総合『あの歌がきこえる』ラストショー（もとこ）
- NHK総合『着信御礼!ケータイ大喜利』（2007年7月16日放送分吹き替え、2008年1月19日放送分吹き替え）
- NHK総合『金とく北陸スペシャル』無限大∞少年（ナレーター、2009年2月6日放送）
- NHK総合「祝女」シーズン3（2011-12）ナレーター
- NHK総合『大科学実験スペシャル〜もっと！やってみなくちゃわからない』（ナレーター、2013年1月10日）
- NHK総合『紅白歌合戦』（第66回 2015年12月31日）（『アニメ紅白』、月野うさぎ〈セーラームーン〉・葛城ミサト）
- 毎日放送「衝撃速報!アカルイ☆ミライ」（ナレーター 2012年4月 - 9月）
- 神戸市青少年科学博物館（プラネタリウムのナレーター）
- コニカミノルタプラネタリウム「CGプラネタリウム番組 ブラックホール無限の彼方へ」（2009年春、ナレーター）
- サイバーカセットコレクション『ぷよぷよ の〜てんSPECIAL』（アルル・ナジャ、カーバンクル）
- 『ショートケーキ』（柏木由紀）同封DVD『鹿児島くる!?』（ナレーター）
- 仙台市・瀬戸勝パーキングCM（ナレーター）
- TBSテレビ『震災報道スペシャル 原発攻防180日の真実 故郷はなぜ奪われたか』（ナレーター、2011年9月11日）
- TBSテレビ『バラエティーニュース キミハ・ブレイク 飛び出せ!科学くんスペシャル』（ナレーター、2009年9月15日）
- TBSテレビ『飛び出せ!科学くん』（ナレーター、2010年4月 - ）
- テレビ朝日『すくいず!』（番組企画第6弾『世界一キモいクイズ』ナレーター）
- テレビ朝日『雨上がり決死隊のトーク番組アメトーーク!』（2008年4月24日放送、次回予告の語り手）
- テレビ朝日『世界一奇妙なクイズ』（ナレーター）
- テレビ朝日『大胆MAP 顔を見てみたいアニメキャラクター30人全部見せちゃうよ! 春の撮れたて新作SP』2008年4月6日放送分
- テレビ朝日『トリハダ（秘）スクープ映像100科ジテン』（吹き替え）
- テレビ朝日『歴史の専門家が選ぶ 難攻不落！最強の城総選挙』[215]
- テレビ東京『声♥遊倶楽部』（司会）
- テレビ東京『シネ通!』（ナレーター、2009年10月 - 2011年9月）
- テレビ東京 日曜ビッグバラエティ「破壊&爆破の達人」（ナレーター、2009年11月8日）
- テレビ東京『ザ・逆流リサーチャーズ』（ナレーター、2010年1月 - 3月）
- テレビ東京『ROAD TO NINJA -NARUTO THE MOVIE- 完全ガイド』（ナレーター、2012年7月21日）
- 東映チャンネル『パワープッシュ』（2009年9月）
- 徳山競艇『G1 開設56周年記念競争 徳山クラウン争奪戦[216]』（CMナレーター）
- 日本テレビ『夏の体のお悩み解決!名医が答えるレストラン』ほか健康情報単発番組シリーズ（※meiji明治乳業一社提供）（ナレーター〈※大塚明夫と共演〉、2009年7月25日）
- 読売テレビ『ダウンタウンDX』（ナレーター、1994年1月 - 1997年3月）
- 日本テレビ『Going!Sports&News』：日曜日のみ（ナレーター）
- 日本テレビ『世界を変えるテレビ』（ナレーター、2014年5月6日）
- 日本テレビ『第2回リアルロボットバトル日本一決定戦』（ナレーション、2014年12月2日）
- パチンコ『CR新世紀エヴァンゲリオン』、パチスロ『新世紀エヴァンゲリオン』（葛城ミサト）
- 平塚市広報ビデオ「HIRATSUKAヒトビトMAP」（ナレーター）[要出典]
- フジテレビ『ウチくる!?』（ナレーター）
- フジテレビ『IQエンジン』（ナレーター）
- フジテレビ『世界おもしろ珍メダル バカデミービデオ大賞』（ナレーター）
- フジテレビ『メントレG』（ナレーター）
- フジテレビチャンネルα『今夜!!ドラマ奇跡の動物園』（ナレーター、2008年5月16日）
- フジテレビ『脳内エステ IQサプリ』（ナレーター、2008年10月 - 2009年3月）
- フジテレビ『なかよしテレビSP』（ナレーション、2012年3月23日）
- 不二家CM（ペコちゃん）
- PlayStation 3専用ニュース・天気予報配信・読み上げサービス『葛城ミサト報道計画』（葛城ミサト）
- 増田こうすけ劇場 ギャグマンガ日和 ジャンプフェスタ2002（増田こうすけ）
- BSジャパン『土曜は寅さん!』（番宣ナレーター・放送前解説）
- 宝酒造『すりおろしりんご』（CMナレーション、1996年）
- イエローハット（CMナレーション、歌、2014年 - ）
- 柏市防犯音声広報（2016年5月16日 - ）[217]
- ナショナル ジオグラフィック『CIA極秘ファイル:エリア51 特別版』（ナレーター）[218]
- ソニー・ミュージックアソシエイテッドレコーズ『平成アニソン大賞 mixed by DJ和』（CMナレーション、2019年）[219]
- キューピーコーワiドリンク（CMナレーション、2020年）
- ポケットカード

### CM
- 森永乳業 マウントレーニア（2024年）[220]

### 玩具
- 手裏剣戦隊ニンニンジャー ガシャドクロ妖シュリケン（2015年12月）

### その他
- ソースネクスト 特打式シリーズ（シンディ〈初代〉）
- ドライブエージェント パーソナル 〜しあわせを守るもの〜（母親[221]）
- Fキャラオールスターズ大集合 ドラえもん&パーマン 危機一髪!?（のび太のママ）
- ドラえもん&Fキャラオールスターズ ゆめの町、Fランド（のび太のママ）[222]
- 声優・三石琴乃の声で「日本国憲法」全文を聴こう（2018年、ニコニコ生放送）[223]
- 声優×怪談（第1夜）「赤の怪談」[224]（2019年8月14日）
- 声優×怪談（第2夜）「黒の怪談」[224]（2019年8月15日）
- 福岡市交通局（福岡市地下鉄）駅構内放送（月野うさぎ名義で『劇場版 美少女戦士セーラームーンEternal』の宣伝とキャンペーンを紹介、2021年1月-2月）
- はま寿司（エヴァンゲリオンコラボ企画）（2021年3月8日 - ）
  - タッチパネルの声、店内放送（葛城ミサトとして）
- ココス、すき家、なか卯（エヴァンゲリオンコラボ企画）（2021年3月8日 - ）
  - 店内放送（葛城ミサトとして）
- ゾンビランドサガ外伝 ザ・ファースト・ゾンビィ コミックス第1巻発売記念PV（2021年、山田たえ[225]）

## ディスコグラフィ

### シングル
|     | 発売日         | タイトル         | 規格品番   | オリコン 最高位 |
| --- | -------------- | ---------------- | ---------- | --------------- |
| 1st | 1994年11月25日 | 誰より輝いて     | PIDA-1014  | 84位            |
| 2nd | 1995年11月22日 | あなたになりたい | PIDA-1023  | 圏外            |
| 3rd | 1996年1月24日  | あきれかえるほど | PIDA-1025  | 99位            |
| 4th | 1999年3月17日  | しましょ         | MJDA-90005 | 圏外            |

### アルバム

#### オリジナル・アルバム
|     | 発売日        | タイトル               | 規格品番  | オリコン 最高位 |
| --- | ------------- | ---------------------- | --------- | --------------- |
| 1st | 1993年3月25日 | Mo' Merry              | PICA-1010 | 圏外            |
| 2nd | 1994年6月25日 | Cotton Colour          | PICA-1036 | 62位            |
| 3rd | 1996年3月22日 | 優しい大人になるために | PICA-1094 | 66位            |

#### ミニ・アルバム
|     | 発売日        | タイトル | 規格品番  | オリコン 最高位 |
| --- | ------------- | -------- | --------- | --------------- |
| 1st | 1994年1月26日 | A･Ha･Ha  | PICA-1027 | 50位            |

##### ベストアルバム
|     | 発売日        | タイトル                                              | 規格品番  | オリコン 最高位 |
| --- | ------------- | ----------------------------------------------------- | --------- | --------------- |
| 1st | 1995年3月22日 | BIRTHDAY OF THE SUN -KOTONO MITSUISHI Best Selection- | PICA-1061 | 41位            |

### 歌手参加楽曲
| 発売日         | 商品名                                                 | 歌                            | 楽曲 | 備考                                                                   |
| -------------- | ------------------------------------------------------ | ----------------------------- | --- | ---------------------------------------------------------------------- |
| 1992年12月4日  | Lilia 〜from Ys〜                                      | 三石琴乃 & 美野春樹カルテット | 「You are the only one」 「蒼いレジェンド」 「FALL in STAR」 「心のリボン」 「遠い空の約束」 「金色の瞬間」 | OVA『イース 天空の神殿』関連曲                                         |
| 1993年1月22日  | 負けるな!魔剣道/BELIEVE ME                             | 三石琴乃                      | 「BELIEVE ME」                                                                                              | SFCゲームソフト『負けるな!魔剣道』テーマソング                         |
| 1993年2月24日  | 新・明解ドラゴンハーフ                                 | 三石琴乃                      | 「私のたまごやき」                                                                                          | OVA『ドラゴンハーフ』エンディングテーマ                                |
| 1993年5月21日  | NG騎士ラムネ&40DX ワクワク時空 炎の海賊盤3             | 林原めぐみ、三石琴乃          | 「ララバイ☆あ・げ・た・い」                                                                                 | ラジオドラマ『NG騎士ラムネ&40DX ワクワク時空炎の海賊盤』イメージソング |
| 1994年3月24日  | 無責任艦長タイラー MUSIC FILE 5 "TENSHINRAMMAN"        | 三石琴乃                      | 「Silent Doll」                                                                                             | テレビアニメ『無責任艦長タイラー』関連曲                               |
| 1994年8月1日   | ドラゴンハーフ・ゲームサウンド・メモリアル             | 三石琴乃、椎名へきる          | 「探偵部の威厳安泰おんど」                                                                                  | PCゲーム『ドラゴンハーフ』関連曲                                       |
| 1994年11月21日 | 無責任艦長タイラー MUSIC FILE 7 "音吐朗朗"             | 三石琴乃他                    | 「船乗り (声優Version)」                                                                                    | テレビアニメ『無責任艦長タイラー』関連曲                               |
| 1994年11月21日 | 流れる雲のように/恋は無敵のパワーです                  | 三石琴乃                      | 「恋は無敵のパワーです」                                                                                    | テレビアニメ『銀河戦国群雄伝ライ』イメージソング                       |
| 1994年12月16日 | 銀河戦国群雄伝ライ オリジナル・サウンドトラック Vol. 2 | 三石琴乃                      | 「恋は無敵のパワーです」                                                                                    | テレビアニメ『銀河戦国群雄伝ライ』イメージソング                       |
| 1994年12月21日 | 無責任艦長タイラー MUSIC FILE 8 "百花繚乱"             | 三石琴乃他                    | 「舟が港に帰る時」                                                                                          | テレビアニメ『無責任艦長タイラー』関連曲                               |
| 1994年12月21日 | 無責任艦長タイラー MUSIC FILE 8 "百花繚乱"             | 三石琴乃                      | 「風は愛☆愛はあなた」                                                                                       | テレビアニメ『無責任艦長タイラー』関連曲                               |
| 1995年1月1日   | 豪血寺一族2 -GAMEST MOOK Vol.3 Appendix.-              | 三石琴乃                      | 「魔法みたいな恋したい（アレンジ・ヴォーカルバージョン）」                                                  | PCゲーム『豪血寺一族2』関連曲                                          |
| 1997年4月23日  | エーベルージュ伝説 Vol.3                               | 三石琴乃                      | 「エーベルージュ伝説〜降誕祭編」                                                                            | ドラマCD『エーベルージュ伝説 Vol.3』テーマソング                       |
| 1997年12月18日 | MAZE☆爆熱時空 お楽しみソングコレクション               | 三石琴乃                      | 「幸せに会える日まで」                                                                                      | テレビアニメ『MAZE☆爆熱時空』関連曲                                    |
| 2003年2月10日  | dream power -翼なき者たちへ-                           | A・G・A・S                    | 「dream power -翼なき者たちへ-」                                                                            | 文化放送A&Gゾーンイメージソング                                        |
| 2003年7月24日  | おじゃる丸 そんぐ･これくしょん                         | 三石琴乃他                    | 「あっちむいてホイでおじゃる」                                                                              | NHK教育アニメ『おじゃる丸』関連曲                                      |
| 2003年7月24日  | NHK むしまるQゴールド 2002年度+α ホタルカリフォルニア  | 細川俊之、三石琴乃            | 「すてきなきみ」                                                                                            | NHK教育アニメ『むしまるQゴールド』オープニングテーマ                   |
| 2008年5月21日  | ヱヴァンゲリヲン新劇場版:序 オリジナルサウンドトラック | 三石琴乃                      | 「You are the only one」 「蒼いレジェンド」 「FALL in STAR」                                                | アニメ映画『ヱヴァンゲリヲン新劇場版:序』劇中曲                        |

### キャラクターソング
| 発売日   | 商品名                                                                          | 歌 | 楽曲 | 備考                                                                |
| 1991年   | 1991年                                                                          | 1991年 | 1991年 | 1991年                                                              |
| -------- | ------------------------------------------------------------------------------- | --- | --- | ------------------------------------------------------------------- |
| 10月25日 | 新世紀GPXサイバーフォーミュラ THE 雷舞                                          | 菅生あすか（三石琴乃） | 「Love Motion」 | テレビアニメ『新世紀GPXサイバーフォーミュラ』関連曲                 |
| 12月18日 | YAIBA イメージアルバム                                                          | 峰さやか（三石琴乃） | 「伝説の暴れん坊」                                                                                                  | テレビアニメ『YAIBA』関連曲                                         |
| 1992年   |                                                                                 | | |                                                                     |
| 2月25日  | OVA バビル2世 オリジナル・サウンド・トラック I                                  | ジュジュ（三石琴乃） | 「Knock」 | OVA『バビル2世』関連曲                                              |
| 2月26日  | 新世紀GPXサイバーフォーミュラ ヴォーカルコレクション I WITH THE DYNAMITE BAND   | 菅生あすか（三石琴乃） | 「陽気なラブソング」                                                                                                | テレビアニメ『新世紀GPXサイバーフォーミュラ』関連曲                 |
| 2月26日  | 新世紀GPXサイバーフォーミュラ ヴォーカルコレクション I WITH THE DYNAMITE BAND   | ダイナマイト・シゲ with サイバーFRIENDS | 「Believe in love」                                                                                                 | テレビアニメ『新世紀GPXサイバーフォーミュラ』関連曲                 |
| 6月5日   | OVA バビル2世 オリジナル・サウンド・トラック II                                 | ジュジュ（三石琴乃） | 「星になっても鳥になっても」                                                                                        | OVA『バビル2世』関連曲                                              |
| 6月25日  | 新世紀GPXサイバーフォーミュラ 麗VIEW・一幕                                      | 菅生あすか（三石琴乃） | 「はじめての夏」 | テレビアニメ『新世紀GPXサイバーフォーミュラ』関連曲                 |
| 7月1日   | 美少女戦士セーラームーン 〜愛はどこにあるの?〜                                  | 月野うさぎ（三石琴乃） | 「合いコトバはムーン・プリズムパワー・メイクアップ！」                                                              | テレビアニメ『美少女戦士セーラームーン』関連曲                      |
| 7月1日   | 美少女戦士セーラームーン 〜愛はどこにあるの?〜                                  | 月野うさぎ（三石琴乃）、水野亜美（久川綾）、火野レイ（富沢美智恵） | 「月にかわっておしおきよ」                                                                                          | テレビアニメ『美少女戦士セーラームーン』関連曲                      |
| 8月26日  | 新世紀GPXサイバーフォーミュラ ヴォーカルコレクション II WITH THE DYNAMITE BAND  | 菅生あすか（三石琴乃） | 「オレンジ色の空」                                                                                                  | テレビアニメ『新世紀GPXサイバーフォーミュラ』関連曲                 |
| 9月5日   | ゲンジ通信あげだま・メキシカンRock A GO! GO!                                    | 平家いぶき（三石琴乃） | 「ちょっとだけ王子様」 「More than friends」                                                                        | テレビアニメ『ゲンジ通信あげだま』関連曲                            |
| 11月21日 | 美少女戦士セーラームーン 〜In Another Dream〜                                   | 月野うさぎ（三石琴乃） | 「夢見るだけじゃダメ」                                                                                              | テレビアニメ『美少女戦士セーラームーン』関連曲                      |
| 11月21日 | 美少女戦士セーラームーン 〜In Another Dream〜                                   | 月野うさぎ（三石琴乃）、地場衛（古谷徹） | 「You're Just My Love」                                                                                             | テレビアニメ『美少女戦士セーラームーン』関連曲                      |
| 11月26日 | 新世紀GPXサイバーフォーミュラ THE 宴会                                          | 風見ハヤト（金丸淳一）、菅生あすか（三石琴乃） | 「この愛を信じて…」                                                                                                 | テレビアニメ『新世紀GPXサイバーフォーミュラ』関連曲                 |
| 11月26日 | 新世紀GPXサイバーフォーミュラ THE 宴会                                          | 菅生あすか（三石琴乃） | 「じゃあね」 | テレビアニメ『新世紀GPXサイバーフォーミュラ』関連曲                 |
| 11月26日 | Winners 英語版 / ダイナマイト・シゲ                                             | サイバーFRIENDS | 「Winners」 | テレビアニメ『新世紀GPXサイバーフォーミュラ』関連曲                 |
| 1993年   |                                                                                 | | |                                                                     |
| 2月25日  | 新世紀GPXサイバーフォーミュラ ヴォーカルコレクション III WITH THE DYNAMITE BAND | 菅生あすか（三石琴乃） | 「太陽を捜しに行こう」                                                                                              | テレビアニメ『新世紀GPXサイバーフォーミュラ』関連曲                 |
| 3月10日  | Love Wing/せつない想い                                                          | ハミングバード | 「せつない想い」 | OVA『アイドル防衛隊ハミングバード』関連曲                           |
| 5月11日  | アイドル防衛隊ハミングバード '94夏☆トラ・トラ・トラ！                           | ハミングバード | 「だからKISS AGAIN」 「Love Wing (5人バージョン)」 「RAINBOW FORCES」                                               | OVA『アイドル防衛隊ハミングバード』関連曲                           |
| 5月11日  | アイドル防衛隊ハミングバード '94夏☆トラ・トラ・トラ！                           | プリティプリティ | 「泣き虫のマーメイド」                                                                                              | OVA『アイドル防衛隊ハミングバード』関連曲                           |
| 6月1日   | 美少女戦士セーラームーンR 〜未来へ向かって〜                                    | セーラームーン / 月野うさぎ（三石琴乃） | 「I am セーラームーン」                                                                                             | テレビアニメ『美少女戦士セーラームーンR』関連曲                     |
| 6月23日  | 剣勇伝説YAIBA オリジナル・サウンドトラック                                      | 峰さやか（三石琴乃） | 「ヤイバのバッキャロー!」」 「運命の勝負」                                                                          | テレビアニメ『剣勇伝説YAIBA』関連曲                                 |
| 7月14日  | FIRST FLIGHT                                                                    | ハミングバード | 「やっぱり大好き」 「せつない想い」 「ふられたなんて思ってないから」                                                | OVA『アイドル防衛隊ハミングバード』関連曲                           |
| 7月14日  | FIRST FLIGHT                                                                    | プリティプリティ | 「明け方の夢」 | OVA『アイドル防衛隊ハミングバード』関連曲                           |
| 7月25日  | 超音速伝説 CYBER FORMULA SONGS FOR WINNERS I                                    | 菅生あすか（三石琴乃） | 「あなただけを見つめてる」                                                                                          | テレビアニメ『新世紀GPXサイバーフォーミュラ』関連曲                 |
| 8月18日  | アイドル防衛隊ハミングバード 太陽と裸                                           | ハミングバード | 「せつない想い - S公会堂は満員御礼」                                                                                | OVA『アイドル防衛隊ハミングバード』関連曲                           |
| 8月18日  | アイドル防衛隊ハミングバード 太陽と裸                                           | プリティプリティ | 「明け方の夢 - N青年館は満員御礼」                                                                                  | OVA『アイドル防衛隊ハミングバード』関連曲                           |
| 9月29日  | 剣勇伝説YAIBA オリジナル・サウンドトラック II                                   | 峰さやか（三石琴乃） | 「恋のダンジョン・マスター♡」                                                                                       | テレビアニメ『剣勇伝説YAIBA』関連曲                                 |
| 11月5日  | だからKISS AGAIN                                                                | ハミングバード | 「恋人達のクライン・レイン」                                                                                        | OVA『アイドル防衛隊ハミングバード』関連曲                           |
| 11月24日 | 熱狂の"裸・Eve" Summer Aviation Tour '93                                        | ハミングバード | 「せつない想い」 | OVA『アイドル防衛隊ハミングバード』関連曲                           |
| 11月24日 | 熱狂の"裸・Eve" Summer Aviation Tour '93                                        | プリティプリティ | 「明け方の夢」 「泣き虫のマーメイド」                                                                               | OVA『アイドル防衛隊ハミングバード』関連曲                           |
| 12月1日  | Moon Revenge/I am セーラームーン                                                | セーラー戦士 | 「Moon Revenge」 | 劇場アニメ『劇場版美少女戦士セーラームーンR』主題歌                 |
| 12月1日  | Moon Revenge/I am セーラームーン                                                | セーラー戦士 | 「I am セーラームーン」                                                                                             | 劇場アニメ『メイクアップ!セーラー戦士』主題歌                       |
| 12月15日 | 剣勇伝説YAIBA ボーカル・コレクション                                            | 峰さやか（三石琴乃） | 「ヤイバのバッキャロー！」 「アイドル宣言」                                                                         | テレビアニメ『剣勇伝説YAIBA』関連曲                                 |
| 1994年   |                                                                                 | | |                                                                     |
| 3月1日   | 愛はエナジー                                                                    | セーラームーン（三石琴乃） | 「愛はエナジー」 | テレビアニメ『美少女戦士セーラームーンR』関連曲                     |
| 7月21日  | PCエンジン版「美少女戦士セーラームーン」主題歌                                  | セーラー戦士 | 「恋する乙女は負けない」 「同じ星に生まれた二人だから」                                                             | テレビアニメ『美少女戦士セーラームーンR』関連曲                     |
| 8月21日  | 誕生 〜DEBUT〜                                                                  | 成沢みかん（三石琴乃） | 「M・I・K・A・N」                                                                                                   | ゲーム『誕生 〜Debut〜』関連曲                                      |
| 8月25日  | 幽幻怪社 音楽篇                                                                 | 六郷奈々美（三石琴乃） | 「瞳はミステリー」                                                                                                  | OVA『幽幻怪社』関連曲                                               |
| 9月2日   | BLUE SEED 国土管理室宴会記念号（すーぱーばらえてぃあるばむ）                    | 沢口小梅（三石琴乃） | 「DAN-GAN my love」                                                                                                 | テレビアニメ『BLUE SEED』関連曲                                     |
| 9月21日  | 天翔凰 輪廻転生篇・第一話 「再会」                                              | 穂月夕希・華月（三石琴乃） | 「あなたへのレクイエム」                                                                                            | ドラマCD『天翔凰』エンディングテーマ                                |
| 10月1日  | タキシード・ミラージュ/愛の戦士                                                 | セーラー戦士 | 「タキシード・ミラージュ」                                                                                          | テレビアニメ『美少女戦士セーラームーンS』エンディングテーマ         |
| 10月26日 | ダーリン I LOVE YOU                                                             | 菅生あすか（三石琴乃） | 「ダーリン I LOVE YOU」 「空を見上げて」                                                                            | テレビアニメ『新世紀GPXサイバーフォーミュラ』関連曲                 |
| 1995年   |                                                                                 | | |                                                                     |
| 2月17日  | ザッピング de ショッキング 取石皐月編                                           | 取石皐月（三石琴乃） | 「男と女の友情なんてありえない」 「キスまで5mm」 「泣き虫のマーメイド（アコースティック・ヴァージョン）」           | OVA『アイドル防衛隊ハミングバード』関連曲                           |
| 4月26日  | 負けるな！ 魔剣道                                                               | 剣野舞（三石琴乃） | 「サヨナラじゃない 〜ショートヴァージョン〜」                                                                       | OVA『負けるな！魔剣道』エンディングテーマ                           |
| 4月29日  | 妖精より愛をこめて ACT.2 小梅編                                                 | 沢口小梅（三石琴乃） | 「Blame or Blade」                                                                                                  | OVA『BLUE SEED』関連曲                                              |
| 5月31日  | アイドル防衛隊ハミングバード '95 風の唄&夢の場所へ                              | ハミングバード | 「くつろぎのひととき」 「情熱」 「夢の場所へ」                                                                      | OVA『アイドル防衛隊ハミングバード』関連曲                           |
| 5月31日  | アイドル防衛隊ハミングバード '95 風の唄&夢の場所へ                              | 取石五月（三石琴乃） | 「泣き虫のマーメイド (アコースティックVer)」                                                                        | OVA『アイドル防衛隊ハミングバード』関連曲                           |
| 11月8日  | GRAND FINALE at SHIBUYA-Kokaido                                                 | ハミングバード | 「失恋前夜」 「夢の場所へ」                                                                                         | OVA『アイドル防衛隊ハミングバード』関連曲                           |
| 11月8日  | GRAND FINALE at SHIBUYA-Kokaido                                                 | プリティプリティ | 「プリティプリティメドレー」                                                                                        | OVA『アイドル防衛隊ハミングバード』関連曲                           |
| 12月1日  | 美少女戦士セーラームーンSuperS Christmas For You                                | セーラー戦士 | 「赤鼻のトナカイ」 「きよしこの夜」                                                                                 | テレビアニメ『美少女戦士セーラームーンSuperS』関連曲                |
| 12月1日  | 美少女戦士セーラームーンSuperS Christmas For You                                | 月野うさぎ（三石琴乃） | 「聖者が町にやってくる」                                                                                            | テレビアニメ『美少女戦士セーラームーンSuperS』関連曲                |
| 12月25日 | アイドル防衛隊ハミングバード SISTERS                                            | ハミングバード | 「せつない想い（Super Remix）」 「情熱」 「Love Wing（Super Remix）」                                               | OVA『アイドル防衛隊ハミングバード』関連曲                           |
| 1996年   |                                                                                 | | |                                                                     |
| 1月20日  | もっともっとRadical Fight!                                                      | エンジェルス | 「もっともっとRadical Fight!」                                                                                      | ラジオドラマ『電脳戦隊ヴギィ'ズ★エンジェル』テーマソング            |
| 3月20日  | 天翔凰 MEMORIAL                                                                 | 穂月夕希・華月（三石琴乃） | 「あなたへのレクイエム」                                                                                            | ドラマCD『天翔凰』エンディングテーマ                                |
| 3月20日  | Gimme Love                                                                      | エンジェルス | 「Gimme Love」 | ラジオドラマ『電脳戦隊ヴギィ'ズ★エンジェル』テーマソング            |
| 5月21日  | やるっきゃないわ                                                                | エンジェルス | 「やるっきゃないわ」                                                                                                | ラジオドラマ『電脳戦隊ヴギィ'ズ★エンジェル』テーマソング            |
| 5月21日  | やるっきゃないわ                                                                | レベッカ（三石琴乃） | 「NAME」 | ラジオドラマ『電脳戦隊ヴギィ'ズ★エンジェル』関連曲                  |
| 7月20日  | 誕生S セガサターン版 ボーカルコレクション                                       | 成沢みかん（三石琴乃） | 「ねぇ…うけとめて」                                                                                                 | ゲーム『誕生 〜Debut〜』関連曲                                      |
| 7月20日  | Girl Friends                                                                    | エンジェルス | 「Girl Friends」 | ラジオドラマ『電脳戦隊ヴギィ'ズ★エンジェル』テーマソング            |
| 7月24日  | OVA&ゆうきまさみ文化学院 鉄腕バーディー BIRDY THE INTRODUCTION                  | バーディー（三石琴乃）、千川つとむ（岩永哲哉） | 「愛の奇跡」 | OVA『鉄腕バーディー』関連曲                                         |
| 7月26日  | ウェディングピーチ サマーカーニバル                                             | 川浪ひろみ（三石琴乃） | 「だって、恋だもん♡」                                                                                               | OVA『DX』イメージソング                                             |
| 9月21日  | BLUE SEED 謡                                                                    | 沢口小梅（三石琴乃） | 「Blame or Blade <COMPLETE VERSION>」 「DAN-GAN my love」                                                           | テレビアニメ『BLUE SEED』関連曲                                     |
| 10月2日  | ガルフォース THE REVOLUTION ヴォーカルコレクション                              | ラビィ（三石琴乃） | 「胸に秘めた惑星」                                                                                                  | OVA『GALL FORCE THE REVOLUTION』関連曲                              |
| 10月2日  | ガルフォース THE REVOLUTION ヴォーカルコレクション                              | ラビィ（三石琴乃）、ルフィ（草地章江）、パティ（桜井智）、キャティ（長崎萠）、ポニー（氷上恭子）、エルザ（井上喜久子）、ラミィ（横山智佐） | 「素顔のスパイたち」                                                                                                | OVA『GALL FORCE THE REVOLUTION』関連曲                              |
| 10月23日 | 「鉄腕バーディー」 オリジナル・サウンドトラック 1 Flew                          | バーディー（三石琴乃） | 「with your memory」                                                                                                | OVA『鉄腕バーディー』関連曲                                         |
| 11月1日  | 美少女戦士セーラームーンセーラースターズ Merry Christmas!                       | セーラー戦士 | 「セーラームーン・クリスマス」                                                                                      | テレビアニメ『美少女戦士セーラームーンセーラースターズ』関連曲      |
| 11月21日 | STAR LIGHT                                                                      | エンジェルス | 「STAR LIGHT」 | ラジオドラマ『電脳戦隊ヴギィ'ズ★エンジェル』テーマソング            |
| 11月21日 | 愛をしんじてる                                                                  | エターナルセーラームーン/ 月野うさぎ（三石琴乃） | 「愛をしんじてる」                                                                                                  | テレビアニメ『美少女戦士セーラームーンセーラースターズ』関連曲      |
| 11月21日 | NEON GENESIS EVANGELION ADDITION                                                | MISATO（三石琴乃）、Rei（林原めぐみ）、ASUKA（宮村優子） | 「残酷な天使のテーゼ <Director's Edit. Version II>」                                                                | テレビアニメ『新世紀エヴァンゲリオン』関連曲                        |
| 11月21日 | NEON GENESIS EVANGELION ADDITION                                                | MISATO（三石琴乃） | 「FLY ME TO THE MOON -MISATO 4 BEAT TV.Size VERSION-」 「FLY ME TO THE MOON <Main Version II>」                     | テレビアニメ『新世紀エヴァンゲリオン』関連曲                        |
| 1997年   |                                                                                 | | |                                                                     |
| 3月21日  | MACROSS DIGITAL MISSION VF-X ORIGINAL SOUNDTRACK                                | MILKY DOLLS | 「Only You」 「虹のパレット」                                                                                       | PlayStation用ゲームソフト『マクロス デジタルミッション VF-X』関連曲 |
| 4月23日  | エーベルージュ伝説 Vol.3                                                        | リンデル・ファルケン（三石琴乃） | 「FIGHTッ!!」 | ドラマCD『エーベルージュ伝説 Vol.3』イメージソング                  |
| 5月21日  | エルフを狩るモノたち キャラクターズソングブック                                 | セルシア・マリクレール（三石琴乃） | 「天才は最後のにやってくる (セルシア Version)」                                                                     | テレビアニメ『エルフを狩るモノたち』関連曲                          |
| 5月21日  | クォヴァディス2〜惑星強襲オヴァン・レイ第2部：オヴァン・失われた過去            | ネリー・カテナ（三石琴乃） | 「何処へ」 | SSゲームソフト『QUOVADIS 2〜惑星強襲オヴァン・レイ〜』関連曲        |
| 7月21日  | 電脳戦隊ヴギィ'ズ★エンジェル 音楽集 THE SONG FOR SONGS                          | エンジェルス | 「もっともっとRadical Fight!」 「Gimme Love」 「Girl Friends」 「POPCORN TOWN」 「やるっきゃないわ」 「STAR LIGHT」 | ラジオドラマ『電脳戦隊ヴギィ'ズ★エンジェル』関連曲                  |
| 7月21日  | 電脳戦隊ヴギィ'ズ★エンジェル 音楽集 THE SONG FOR SONGS                          | レベッカ（三石琴乃） | 「NAME」 | ラジオドラマ『電脳戦隊ヴギィ'ズ★エンジェル』関連曲                  |
| 9月21日  | もっともっとRadical Fight! [ニューバージョン]                                   | エンジェルス | 「もっともっとRadical Fight! (ニューバージョン)」                                                                   | OVA『電脳戦隊ヴギィ'ズ★エンジェル』テーマソング                     |
| 11月21日 | エルフを狩るモノたちI&II キャラクターソングブック                               | セルシア・マリクレール（三石琴乃） | 「Hold My Hand (セルシア Version)」                                                                                 | テレビアニメ『エルフを狩るモノたち』関連曲                          |
| 1998年   |                                                                                 | | |                                                                     |
| 2月21日  | 教科書にないッ! オリジナル・サウンドトラック                                    | 白樺綾（宮村優子）、五月弥生（三石琴乃） | 「放課後」 | OVA『教科書にないッ!』エンディングテーマ                            |
| 2月21日  | 放課後                                                                          | 白樺綾（宮村優子）、五月弥生（三石琴乃） | 「放課後」 | OVA『教科書にないッ!』エンディングテーマ                            |
| 4月21日  | 電脳戦隊ヴギィ'ズ★エンジェル The Song for Songs 2                               | エンジェルス | 「もっともっとRadical Fight!」 「POPCORN TOWN (New Version)」                                                       | ラジオドラマ『電脳戦隊ヴギィ'ズ★エンジェル』関連曲                  |
| 4月21日  | 電脳戦隊ヴギィ'ズ★エンジェル The Song for Songs 2                               | レベッカ（三石琴乃） | 「ON TO VICTORY」                                                                                                   | ラジオドラマ『電脳戦隊ヴギィ'ズ★エンジェル』関連曲                  |
| 5月21日  | アンジェリークデュエット 〜飛空都市物語〜                                       | アンジェリーク（白鳥由里）、ロザリア（三石琴乃） | 「素敵になろう」 | ドラマCD『アンジェリークデュエット 〜飛空都市物語〜』テーマソング   |
| 5月28日  | 少女革命ウテナ いつか革命される物語                                             | 天上ウテナ（川上とも子）、姫宮アンシー（渕崎ゆり子）、桐生冬芽（子安武人）、有栖川樹璃（三石琴乃）、薫幹（久川綾）、西園寺莢一（草尾毅）、鳳暁生（小杉十郎太） | 「鳳学園校歌」 | テレビアニメ『少女革命ウテナ』関連曲                                |
| 9月9日   | 絶叫マシーン                                                                    | 和子先生（三石琴乃） | 「絶叫マシーン」 | テレビアニメ『はれときどきぶた』関連曲                              |
| 2000年   |                                                                                 | | |                                                                     |
| 3月8日   | リトルプリンセス マール王国の人形姫2 ORIGINAL SOUNDTRACK                        | ソニア（三石琴乃） | 「気高き華の掟」 | PlayStation用ゲーム『リトルプリンセス マール王国の人形姫2』関連曲   |
| 12月20日 | CLAMP学園怪奇現象研究会事件ファイル STRIKE SPARKS                               | 亜細亜堂ユウキ（三石琴乃）、伊吹りおん（山本麻里安）、水鏡美冬（かかずゆみ） | 「仮定法未来=明日」 「いつも虹は雨降りのあと」                                                                      | ドラマCD『CLAMP学園怪奇現象研究会事件ファイル』関連曲               |
| 2001年   |                                                                                 | | |                                                                     |
| 5月23日  | GEAR戦士電童 BEST DRIVE! 〜SONG FILE                                            | ベガ（三石琴乃） | 「νανουρισμα（ナヌリズマ）」                                                                                        | テレビアニメ『GEAR戦士電童』関連曲                                  |
| 12月21日 | ちっちゃな雪使いシュガー Magical Stage.1                                        | ジンジャー（三石琴乃） | 「To Rain」 | テレビアニメ『ちっちゃな雪使いシュガー』関連曲                      |
| 2002年   |                                                                                 | | |                                                                     |
| 5月23日  | 「暴れん坊プリンセス」ルージュ スペシャルセレクション                           | ルージュ＝ヴィクトワール（三石琴乃） | 「暴れん坊プリンセス」                                                                                              | PS2ゲームソフト『暴れん坊プリンセス』イメージソング                 |
| 12月4日  | マクロス SONG コレクション 2002                                                 | MILKY DOLLS | 「Only You」 「虹のパレット」                                                                                       | PlayStation用ゲームソフト『マクロス デジタルミッション VF-X』関連曲 |
| 2003年   |                                                                                 | | |                                                                     |
| 7月24日  | Refrain of Evangelion                                                           | MISATO（三石琴乃）、Rei（林原めぐみ）、ASUKA（宮村優子） | 「FLY ME TO THE MOON <Main Version II/Renewal #16>」                                                                | テレビアニメ『新世紀エヴァンゲリオン』関連曲                        |
| 2005年   |                                                                                 | | |                                                                     |
| 10月26日 | NEON GENESIS EVANGELION DECADE                                                  | MISATO（三石琴乃）、Rei（林原めぐみ）、ASUKA（宮村優子） | 「FLY ME TO THE MOON <Main Version II>」                                                                            | テレビアニメ『新世紀エヴァンゲリオン』関連曲                        |
| 2011年   |                                                                                 | | |                                                                     |
| 11月30日 | スイートプリキュア♪ ボーカルアルバム1 〜とどけ！愛と希望のシンフォニー〜        | 工藤真由&池田彩 with ハミィ（三石琴乃） | 「ドレミファプリキュア♪」                                                                                           | テレビアニメ『スイートプリキュア♪』関連曲                           |
| 11月30日 | スイートプリキュア♪ボーカルアルバム2 〜こころをひとつに〜                       | チーム スイートプリキュア♪ | 「ONE 〜こころをひとつに〜」                                                                                        | テレビアニメ『スイートプリキュア♪』関連曲                           |
| 2012年   |                                                                                 | | |                                                                     |
| 6月18日  | スイートプリキュア♪ ボーカルベスト                                              | 工藤真由&池田彩 with ハミィ（三石琴乃） | 「ドレミファプリキュア♪」                                                                                           | テレビアニメ『スイートプリキュア♪』関連曲                           |
| 6月18日  | スイートプリキュア♪ ボーカルベスト                                              | チーム スイートプリキュア♪ | 「ONE 〜こころをひとつに〜」                                                                                        | テレビアニメ『スイートプリキュア♪』関連曲                           |
| 2015年   |                                                                                 | | |                                                                     |
| 1月28日  | ワンピース ニッポン縦断! 47クルーズCD in 京都 はんなり Fall in Love             | ボア・ハンコック（三石琴乃） | 「はんなり Fall in Love」                                                                                           | テレビアニメ『ONE PIECE』関連曲                                     |
| 4月29日  | 美少女戦士セーラームーンCrystal キャラクター音楽集 Crystal Collection           | 月野うさぎ（三石琴乃） | 「降っても 晴れても -come rain or come shine-」                                                                     | Webアニメ『美少女戦士セーラームーンCrystal』関連曲                  |
| 4月29日  | 美少女戦士セーラームーンCrystal キャラクター音楽集 Crystal Collection           | セーラー5戦士 | 「革命はナイト&デイ」                                                                                               | Webアニメ『美少女戦士セーラームーンCrystal』関連曲                  |
| 2016年   |                                                                                 | | |                                                                     |
| 11月22日 | ワンピース ニッポン縦断!47クルーズALBUM "西"                                    | ボア・ハンコック（三石琴乃） | 「はんなり Fall in Love」                                                                                           | テレビアニメ『ONE PIECE』関連曲                                     |
| 2017年   |                                                                                 | | |                                                                     |
| 11月22日 | ONE PIECE Island Song Collection 女ヶ島「Hurricane My Love」                    | ボア・ハンコック（三石琴乃）、ボア・サンダーソニア（斎藤千和）、ボア・マリーゴールド（斉藤貴美子） | 「Hurricane My Love」                                                                                               | テレビアニメ『ONE PIECE』関連曲                                     |
| 2018年   |                                                                                 | | |                                                                     |
| 4月4日   | 美少女戦士セーラームーン THE 25TH ANNIVERSARY MEMORIAL TRIBUTE                  | セーラー5戦士 | 「ムーンライト伝説」 「タキシード・ミラージュ」                                                                     | Webアニメ『美少女戦士セーラームーンCrystal』関連曲                  |
| 8月24日  | ONE PIECE Island Song Collection ALBUM                                          | ボア・ハンコック（三石琴乃）、ボア・サンダーソニア（斎藤千和）、ボア・マリーゴールド（斉藤貴美子） | 「Hurricane My Love」                                                                                               | テレビアニメ『ONE PIECE』関連曲                                     |
| 12月21日 | ゾンビランドサガ BD第1巻特典CD                                                  | グリーンフェイス | 「ようこそ佐賀へ」                                                                                                  | テレビアニメ『ゾンビランドサガ』挿入歌                              |
| 2021年   |                                                                                 | | |                                                                     |
| 1月13日  | 月色Chainon [Eternal盤]                                                         | ももいろクローバーZ with セーラー5戦士 | 「月色Chainon」 | 劇場アニメ『美少女戦士セーラームーンEternal』関連曲                 |
| 2月10日  | 劇場版 美少女戦士セーラームーンEternal キャラクターソング集 Eternal Collection  | スーパーセーラームーン（三石琴乃） | 「ETERNAL MYSTAR」                                                                                                  | 劇場アニメ『美少女戦士セーラームーンEternal』関連曲                 |
| 2月10日  | 劇場版 美少女戦士セーラームーンEternal キャラクターソング集 Eternal Collection  | エターナルセーラームーン（三石琴乃）、エターナルセーラーマーキュリー（金元寿子）、エターナルセーラーマーズ（佐藤利奈）、エターナルセーラージュピター（小清水亜美）、エターナルセーラーヴィーナス（伊藤静）、エターナルセーラーウラヌス（皆川純子）、エターナルセーラーネプチューン（大原さやか）、エターナルセーラープルート（前田愛）、エターナルセーラーサターン（藤井ゆきよ）、エターナルセーラーちびムーン（福圓美里） | 「Moon Effect」 | 劇場アニメ『美少女戦士セーラームーンEternal』関連曲                 |
| 6月25日  | ゾンビランドサガ リベンジ BD第1巻特典CD                                         | 小島食品工場スタッフ | 「イカの魂無駄にはしない〜小島食品工場株式会社社歌〜」                                                              | テレビアニメ『ゾンビランドサガ リベンジ』挿入歌                     |
| 2023年   |                                                                                 | | |                                                                     |
| 6月30日  | 劇場版「美少女戦士セーラームーンCosmos」テーマソング・コレクション              | セーラー5戦士 | 「ムーンライト伝説」                                                                                                | 劇場アニメ『美少女戦士セーラームーンCosmos』関連曲                  |
| 6月30日  | 劇場版「美少女戦士セーラームーンCosmos」テーマソング・コレクション              | 月野うさぎ（三石琴乃）、地場衛（野島健児）、ちびうさ（福圓美里）、水野亜美（金元寿子）、火野レイ（佐藤利奈）、木野まこと（小清水亜美）、愛野美奈子（伊藤 静）、天王はるか（皆川純子）、海王みちる（大原さやか）、冥王せつな（前田 愛）、土萠ほたる（藤井ゆきよ） | 「Happy Marriage Song」                                                                                             | 劇場アニメ『美少女戦士セーラームーンCosmos』関連曲                  |